# 2009 en Chine
Chronologie de l'Asie
2007 en Chine - 2008 en Chine - 2009 en Chine - 2010 en Chine - 2011 en Chine
2007 par pays en Asie - 2008 par pays en Asie - 2009 par pays en Asie - 2010 par pays en Asie - 2011 par pays en Asie

## Chronologie

### Janvier 2009
- Jeudi 1er janvier 2009 : 22 entreprises de productions laitières ont envoyé pour la nouvelle année, à plusieurs millions de Chinois sur leur téléphone mobile, un message leur demandant pardon pour la contamination de leurs produits à la mélamine, un scandale qui a causé la mort de six nourrissons et en a rendu malades près de 300 000 : « Nous sommes profondément désolés pour le mal causé aux enfants et à la société. Nous présentons nos sincères excuses et implorons votre pardon ». Elles ont aussi annoncé la création d'un fonds spécial d'indemnisation, doté de 115 millions d'euros[1].

- Vendredi 2 janvier 2009 : Des parents de petites victimes du lait additionné de mélamine appellent à ce que soient entreprises des recherches de fond sur les effets à long terme de ce produit chimique, lors d'une conférence de presse sur un trottoir de Pékin : « Le problème de la mélamine dans la nourriture est nouveau et personne n'a d'information scientifique […] Nous voulons des recherches sur les dégâts possibles ». La mélamine, composant industriel employé dans la fabrication de matières plastiques et d'engrais chimiques, a été incorporée à dessein dans des stocks de lait afin qu'il semble plus riche en protéines lors des contrôles.

- Lundi 5 janvier 2009 : Le gouvernement japonais reproche à la Chine d'exploiter un gisement de gaz dans une zone contestée de la mer de Chine orientale, en violation d'un accord passé en juin 2008 entre les deux pays. Les deux pays étaient convenus de développer en commun deux gisements gaziers et de poursuivre les discussions sur deux autres, dans une région située à l'est de la province chinoise du Zhejiang et à l'ouest de l'archipel Okinawa (extrême sud).

- Jeudi 8 janvier 2009 : Le groupe Lenovo, quatrième fabricant mondial d'ordinateurs, annonce la suppression de quelque 2 500 emplois, soit 11 % de ses effectifs, pour raison de crise économique mondiale.

- Vendredi 9 janvier 2009 : Le ministère de la Sécurité publique annonce que 60 personnes au total ont été arrêtés dans le scandale du lait trafiqué à la mélamine, qui a fait près de 300 000 malades parmi les enfants et six morts. L'enquête a permis de déterminer que 22 sociétés ont vendu du lait trafiqué avec la mélamine, produit destiné aux colles, aux résines ou aux engrais qui simule, lors des tests de contrôle, un apport en protéines. 21 des personnes arrêtées pour « production et vente de produits alimentaires toxiques et dangereux » ont déjà comparu devant un tribunal.

Province du Guangdong

- Samedi 10 janvier 2009, Guangdong : 53 responsables politiques et administratifs de la province  ont joué depuis 2003 plus de 20 millions de yuans (2,15 millions d'euros) de fonds publics dans les casinos de Hong Kong et de Macao. Parmi eux, l'ancien no 1 du parti communiste de la ville de Foshan et l'ancien no 2 du PCC de la ville de Yunfu qui avait mené plusieurs opérations contre la pornographie, la drogue et les jeux d'argent. Le no 1 chinois Hu Jintao a fait de la lutte contre les turpitudes des cadres un de ses chevaux de bataille, un thème populaire au sein de la population exaspérée par la montée des inégalités sociales.

- Dimanche 11 janvier 2009, Guangdong : Une explosion survenue dans une usine de feux d'artifice à Yingde cause la mort d'au moins 5 personnes et en blesse 9 autres.

- Lundi 12 janvier 2009 : 
  - Les ventes d'automobiles ont progressé de seulement 6,7 % en 2008, enregistrant leur première croissance à un seul chiffre depuis 1999. 9,38 millions de véhicules ont été vendus sur le deuxième marché de la planète pour une production de 9,34 millions d'unités, en hausse de 5,21 %. Les ventes du secteur avaient connu une hausse de près de 22 % en 2007 et même de 25 % en 2006.
  - Le ministère de la Santé publie le nouveau bilan des petites victimes du scandale du lait frelaté à la mélanine. Au total, 22,4 millions de petits Chinois ont subi des examens médicaux, quelque 296 000 nourrissons et jeunes enfants ont été reconnus malades, parmi eux, 52 898 bébés ont dû être traités à l'hôpital pour des problèmes rénaux liés à l'ingestion du lait toxique. 52 582 ont été guéris, mais 6 enfants ont trouvé la mort. Quelque 60 personnes ont été arrêtées dans le cadre de ce scandale, 17 trafiquants et intermédiaires ont été jugés mais les jugements n'ont pas été annoncés.

- Mercredi 14 janvier 2009 :  
  - Shanghai : arrestation de plusieurs militants des droits de l'Homme qui participaient à une manifestation d'une centaine de personnes à l'extérieur du bâtiment officiel où se tenait la session plénière annuelle du Congrès de la municipalité. Parmi eux la dissidente Mao Hengfeng (47 ans) qui a déclaré « Les représentants du peuple doivent représenter le peuple, s'opposer à la torture et à la persécution, réclamer les droits de l'Homme ». Victime de mauvais traitements, elle est condamnée immédiatement par un tribunal de police à 7 jours de prison « pour troubles à l'ordre public »[2].
  - Selon le rapport annuel de l'ONG Human Rights Watch, la Chine n'a pas respecté ses promesses d'améliorer la situation des droits de l'Homme qu'elle avait faites pour accueillir les jeux Olympiques en août dernier et dénonce la campagne du régime communiste pour faire taire les voix dissidentes afin de présenter une image d'« harmonie » : « Les mois précédant les jeux Olympiques ont été marqués par un renforcement significatif des restrictions sur la liberté d'association, d'expression et de religion […] Les défenseurs des droits de l'Homme ont affronté des difficultés encore plus grandes que d'habitude en 2008 […] La police a mis en garde les défenseurs et les dissidents contre tout contact avec les médias étrangers, a mis sur écoute leurs téléphones et contrôlé leurs communications sur l'internet, surveillant leurs mouvements et les soumettant à des degrés divers à un régime de résidence surveillée ». Au moins 26 journalistes chinois ont été emprisonnés pour avoir publié des articles critiques ou transmis des informations à l'extérieur. Les minorités ont été l'objet de répression, au Tibet et au Xinjiang. Au Tibet, des centaines de personnes arrêtées après les émeutes de mars, au Tibet et dans les régions environnantes et n'ont plus donné de nouvelles. Dans la province musulmane du Xinjiang, les autorités ont accentué le contrôle sur les mosquées et la répression « a renforcé la polarisation » entre les Ouïghours, minorité musulmane turcophone, et les autres groupes de population, dont les Han, ethnie majoritaire en Chine.  Sur le plan international, la Chine, membre permanent du Conseil de sécurité des Nations unies, « reste hostile au respect des droits de l'Homme » en s'opposant aux sanctions, en particulier pour protéger des régimes comme le Zimbabwe ou la Birmanie.

- Jeudi 15 janvier 2009 :  
  - Adoption du plan de relance pour le secteur automobile avec une réduction des taxes à l'achat et un soutien à la production de « voitures propres ». Dix milliards de yuans (1,1 milliard d'euros) seront investis sur 3 ans dans la modernisation des appareils de production et dans le développent des « pièces et des véhicules utilisant des énergies nouvelles » dans le but de favoriser les voitures à faibles émissions et utilisant les nouvelles énergies dans les villes.
  - L'un des vice-présidents de la Banque de Chine exprime sa crainte de voir arriver une deuxième vague dans la crise financière actuelle, invoquant le risque d'une accumulation des prêts non performants dans une économie en récession[3]. Les Banques vont rester peu enclines à prêter et les monnaies vont continuer à fluctuer au rythme des réallocations de fonds à travers la planète et « de plus en plus de défauts de paiement sur les prêts aux entreprises ou aux particuliers provoqués par la récession dans l'économie réelle pourraient apporter une deuxième vague dans la crise financière ».

- Vendredi 16 janvier 2009 : 
  - Le cinéaste Zhang Yimou (57 ans), maître d'œuvre du spectacle d'ouverture des JO de Pékin le 8 août 2008, est choisi pour diriger les célébrations qui marqueront le 1er octobre prochain le 60e anniversaire de la Chine communiste.
  - Les parents d'un enfant de cinq mois, décédé après avoir consommé du lait frelaté à la mélamine, ont accepté une indemnisation de 200 000 yuans (22 000 euros) de la part du groupe Sanlu en échange de l'abandon des poursuites judiciaires contre la société à l'origine du scandale.

- Dimanche 18 janvier 2009 : 

Province du Shandong

  - Shandong (nord-est) : Une femme est décédée de la grippe aviaire. C'est le deuxième décès dû au virus H5N1 en Chine depuis le début du mois.
  - Selon le service des douanes, les exportations chinoises de jouets ont atteint 8 milliards de dollars sur les onze premiers mois de 2008, en hausse de 2,5 % par rapport à la même période de 2007, un net coup de frein par rapport aux + 20,3 % enregistrés sur les 11 premiers mois de 2007. Selon le journal officiel People's Daily, ce ralentissement est en partie le fruit de l'impact de divers scandales liés à des problèmes de qualité des jouets chinois, en particulier après la découverte de peinture au plomb toxique.

- Mardi 20 janvier 2009 : 
  - Un adolescent de 16 ans, contaminé par le virus H5N1 de la grippe aviaire, est décédé dans le centre de la Chine.
  -  Hong Kong : Dans le cadre des mesures de soutien de la banque centrale à l'économie, le territoire autonome pourra bénéficier de prêts croisés (swaps) de 200 milliards de yuans (29 milliards de dollars).

- Mercredi 21 janvier 2009 : Les mass-médias chinois ont soigneusement omis de citer ou retransmettre les passages politiquement sensibles du discours d'investiture mardi du nouveau président américain Barack Obama, taillant dans ses déclarations sur le « communisme » ou la répression des « dissidences », en particulier tout un passage consacré aux dissidents : « À ceux qui s'accrochent au pouvoir par la corruption, la tromperie et en faisant taire la dissidence, sachez que vous êtes du mauvais côté de l'Histoire, mais que nous tendrons la main si vous acceptez de desserrer les poings ».

- Jeudi 22 janvier 2009 : 
  - Tian Wenhua, l'ex-patronne de Sanlu, le principal producteur incriminé dans l'affaire du lait contaminé à la mélanine, est condamnée à la prison à vie. Elle est la plus haute personnalité à être jugée dans ce scandale qui a tué six enfants en 2008 en Chine et en a rendu malades 300 000 autres. Elle était accusée d'avoir étouffé l'affaire pendant plusieurs mois avant d'avertir les autorités locales, à la veille de l'ouverture des Jeux olympiques de Pékin.
  - Selon le secrétaire au Trésor américain, Timothy Geithner, le président Barack Obama, — appuyé par les conclusions d'un grand nombre d'économistes — estime que la Chine « manipule » sa devise et les États-Unis mettront en place une diplomatie commerciale intensive : « Le président Obama s'est engagé en tant que président à recourir intensivement à toutes les voies diplomatiques disponibles pour obtenir un changement dans les pratiques de la Chine en matière de devises ».

- Vendredi 23 janvier 2009 : La Direction générale du commerce extérieur de l'Inde interdit pour six mois les importations de jouets chinois, une décision qui semble destinée à protéger les industriels indiens de la concurrence des jouets bon marché avec de nombreuses violations des règles élémentaires de sécurité des consommateurs — peintures au plomb toxiques ou défauts de conception. Selon l'association des fabricants indiens de jouets, les produits chinois représentent la moitié des jouets vendus en Inde, un marché qui était estimé à plus de 25 milliards de roupies (500 millions de dollars) en 2007.

- Dimanche 25 janvier 2009 : Nouvel an chinois, début des célébrations de l'année du buffle, occasion traditionnelle de bons réveillons et de grandes dépenses, mais placées cette année sous le signe de l'austérité, en raison de la crise économique.

- Lundi 26 janvier 2009 : 

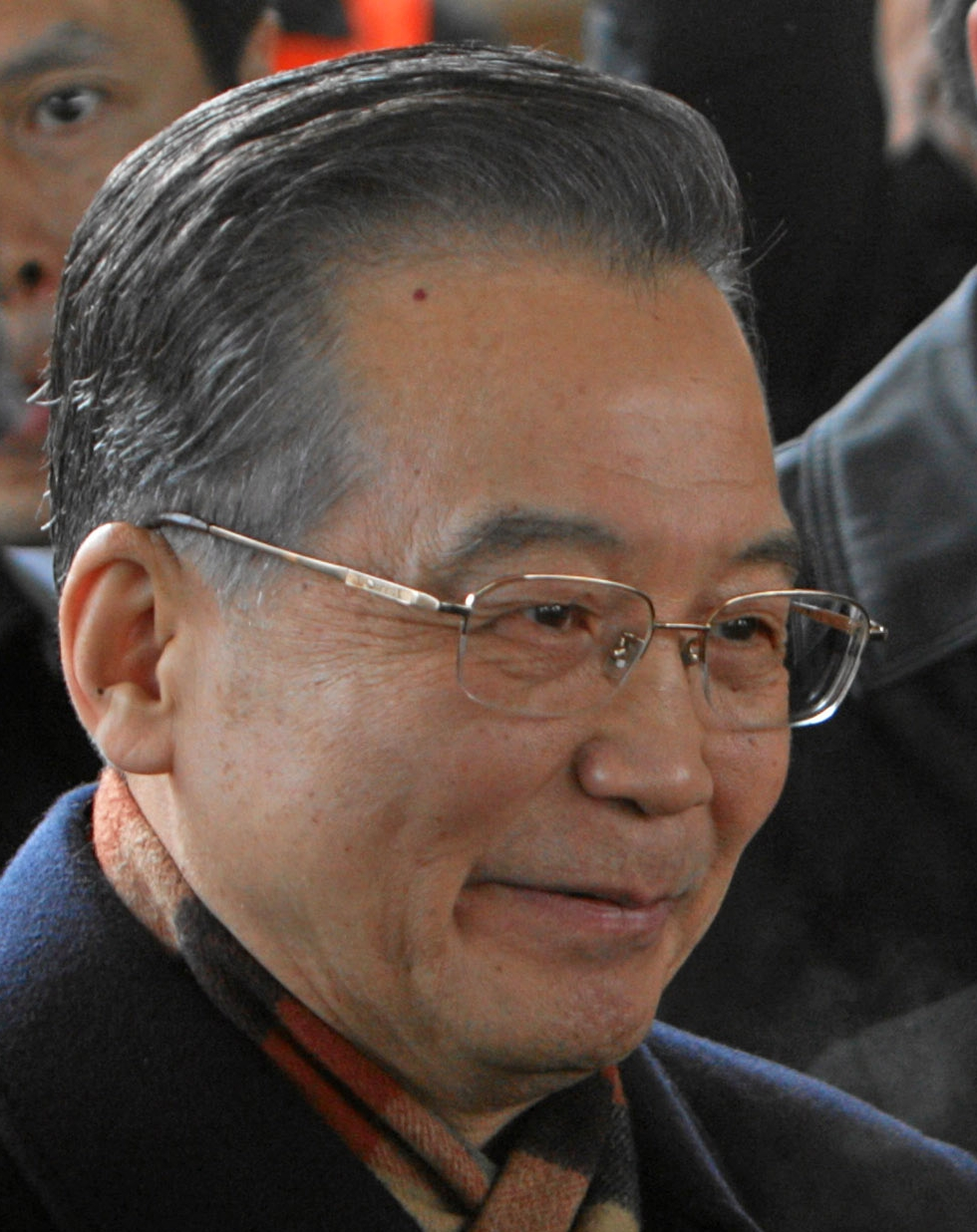
Wen Jiabao
(janvier 2009)

  - Pékin : selon le bureau municipal des statistiques, la population de la capitale a atteint l'an dernier 16,95 millions d'habitants, dont un quart de travailleurs migrants. En un an la population de la capitale a augmenté de 620 000 personnes, ce qui réflète l'attraction importante exercée par cette métropole sur les ruraux qui tentent de fuir la pauvreté des campagnes chinoises. Cet afflux ne va pas sans poser de graves problèmes à la capitale, notamment pollution, embouteillages et pénurie de ressources en eau.
  - Guanxi : selon le ministère de la Santé, un jeune homme de 18 ans est mort  de la grippe aviaire. Il s'agit de la cinquième victime] depuis le début de l'année. L'année dernière[C'est-à-dire ?] dans la même période il y avait seulement eu 3 morts.
  - Sur plainte des États-Unis, l'Organisation mondiale du commerce condamne a Chine, estimant que la loi en vigueur en Chine sur les droits d'auteurs n'était pas « conforme » aux règles internationales et l'appelle à « se mettre en conformité » avec les accords de l'organisation sur la propriété intellectuelle (ADPIC).

- Mardi 27 janvier 2009 : le premier ministre Wen Jiabao entame une longue tournée en Europe qui le mènera à la Commission européenne à Bruxelles et dans quatre pays du continent, en Suisse, en Allemagne, en Espagne et au Royaume-Uni. Il sera aussi l'un des invités d'honneur du Forum économique mondial de Davos.

- Mercredi 28 janvier 2009 : le ministère du Commerce exprime son vif mécontentement face aux mesures, adoptées cette semaine par l'Union européenne, considérées comme « antidumping » et visant certains types de vis et boulons ou écrous, se réservant le droit d'en appeler à l'OMC. L'UE a décidé lundi d'imposer des taxes antidumping allant de 26,5 % à 85 % sur certains éléments de fixation importés de Chine, en fer ou en acier, au terme d'une enquête ouverte à l'automne 2007.

- Samedi 31 janvier 2009, Fujian : l'incendie d'un bar dans la ville de Changle, provoqué par des feux d'artifice, cause la mort de 15 personnes et en blessent 17 autres qui célébraient une fête d'anniversaire.

### Février 2009
- Dimanche 1er février 2009 : Le premier ministre Wen Jiabao a été la cible d'un lancer de chaussure alors qu'il prononçait un discours à l'université de Cambridge.  La chaussure est tombée à moins d'un mètre du premier ministre, mais impassible, il  n'a pas bronché pendant l'incident. Le manifestant a  été évacué de la salle par le service de sécurité et arrêté pour trouble à l'ordre public[4]. Le lendemain, la Chine annonce avoir fait part de son profond mécontentement au gouvernement britannique mais a toutefois souligné que les liens bilatéraux ne souffriraient pas de cet incident.

- Lundi 2 février 2009 : 
  - Selon le général Jing Zhiyuan, commandant du deuxième corps d'artillerie de l'Armée populaire de libération et responsable des forces de missiles stratégiques, dans la revue Qiushi, la Chine doit renforcer son arsenal nucléaire et conventionnel pour rendre crédible sa force de dissuasion : « Nous accélérerons la construction de notre force de combat nucléaire et conventionnelle […] Nous renforcerons les systèmes de combat et améliorerons l'entraînement du personnel extrêmement qualifié [… la Chine développera] une force de missiles nucléaires et conventionnels pour répondre aux besoins de gagner une guerre » dans les conditions des conflits modernes.
  - Le groupe Airbus annonce un accord renforçant sa coopération avec son partenaire chinois Xian Aircraft Industrie (XAC), filiale de l'avionneur public AVIC. Selon cet accord, XAC fournira des ailes complètes pour tous les A320 assemblés en Chine qui seront désormais entièrement achevées et testées à Tianjin, ville où Airbus a inauguré sa première ligne d'assemblage hors d'Europe et où seront produits dès 2010 des A320 monocouloirs destinés au marché local.

- Vendredi 6 février 2009 : Le centre et le nord de la Chine sont touchés depuis trois mois par une sécheresse hivernale exceptionnelle, les provinces les plus touchées sont celles du nord et de l'est du pays: Gansu, Shaanxi, Shanxi, Henan, Hebei, Shandong et Anhui, ainsi que Pékin. Le Centre national de lutte contre la sécheresse et de contrôle des inondations ordonne l'état d'urgence maximale en raison de l'aggravation de la sécheresse qui menace l'approvisionnement en eau de millions de personnes et les récoltes de blé d'hiver. 43 % de la superficie des cultures de blé d'hiver est menacée après que certaines zones n'aient pas vu une goutte depuis cent jours. Quelque 300 millions de yuans supplémentaires (30 millions d'euros) ont été débloqués par le gouvernement en plus des 100 millions déjà annoncés pour lutter contre les conséquences du manque d'eau pour l'agriculture et la population des zones concernées.

- Samedi 7 février 2009 : La police chinoise enquête et démantèle un nouveau réseau de trafiquants de médicaments de contrefaçon, des antidiabétiques qui ont provoqué dernièrement deux morts dans le Xinjiang. Ces contrefaçons contenaient des taux six fois plus élevés de glibenclamide, la substance utilisée pour libérer l'insuline par le pancréas afin de traiter les diabétiques. Ces faux médicaments ont été trouvés dans les provinces du Xinjiang, du Liaoning et du Sichuan.

- Lundi 9 février 2009 : 
  - Près de la moitié des fabricants chinois de jouets ont fermé en 2008, atteints par la chute des exportations dans ce secteur mis à mal par des problèmes de qualité et la crise internationale. Selon les statistiques douanières, le nombre d'entreprises productrices et exportatrices de jouets est passé de fin 2007 à fin 2008 de 8 610 à 4 388. Les exportations ont cependant progressé de 1,8 % à 8,6 milliards de dollars. Le secteur a été fortement touché par la hausse des coûts de production en Chine et celle du yuan mais également, par le durcissement des normes de qualité à l'étranger, après une série de mises en cause et de rappels de jouets chinois depuis 2007.
  - Un spectaculaire incendie provoqué par un feu d'artifice organisé illégalement par la CCTV — la télévision chinoise — détruit une grande partie d'un centre culturel de 29 étages, qui devait héberger un hôtel de luxe, un studio de télévision et un centre technique. Un pompier est mort asphyxié par les gaz toxiques en combattant les flammes. L'immeuble ravagé par le feu est proche de la tour CCTV de 234 m, conçue par l'architecte néerlandais Rem Koolhaas et qui doit accueillir le siège de la télévision en octobre[5].

- Mardi 10 février 2009 : Selon l'Association des constructeurs chinois, la Chine est devenue en janvier le premier marché automobile mondial devant les États-Unis. En janvier, 735 000 voitures ont été vendues et 659 000 ont été produites, alors que les ventes aux États-Unis en janvier ont chuté de 37 %, à 656 976 véhicules.

- Mercredi 11 février 2009 : à la suite de l'incendie de la Tour de 29 étages, lundi soir, une polémique se développe sur Internet sur la tentative de la télévision chinoise de limiter la couverture médiatique de l'évènement pour masquer sa responsabilité, mais des milliers de témoins ont inondé internet de leurs photos[6],[7].

- Jeudi 12 février 2009 : 
  - La hausse de la masse monétaire M2 s'est accélérée en janvier en Chine, avec une augmentation de 18,79 % en glissement annuel, le gouvernement encourageant son expansion. Les nouveaux prêts en yuans ont totalisé 1 620 milliards de yuans (184 milliards d'euros) le mois dernier, pour 814 millions en janvier 2008. Le gouvernement encourage les banques à octroyer des crédits, dans le cadre de son grand plan de plus de 450 milliards d'euros visant à stimuler l'économie, via notamment des investissements, en grande partie financés par les gouvernements locaux et les entreprises.
  - Le producteur de lait chinois Sanlu, laminé par la crise du lait frelaté à la mélamine, est déclaré en faillite par un tribunal du nord de la Chine. Le groupe, dont le siège est à Shijiazhuang étant dans l'impossibilité de rembourser ses dettes qui s'élevaient à 1,1 milliard de yuans (125 millions d'euros), dont 902 millions empruntés en décembre, pour payer les frais médicaux des 300 000 enfants victimes de son lait, atteints de problèmes rénaux. L'entreprise Sanlu, dont le groupe néo-zélandais Fonterra était actionnaire, a été la principale accusée au sein des 22 compagnies mises en cause et a arrêté toute production dès le 12 septembre. Elle produisait et traitait 5 100 tonnes de lait par jour.
  - À la suite de l'incendie d'une tour de 29 étages, provoqué lundi soir par un feu d'artifice, un haut responsable de la télévision chinoise et 11 autres personnes sont arrêtés, soupçonnés d'avoir organisé ce spectacle pyrotechnique, qui n'avait pas reçu d'autorisation légale.
  - Le groupe de l'aluminium Chinalco va investir 19,5 milliards de dollars américains dans le groupe minier anglo-australien Rio Tinto. Il s'agit du plus gros investissement chinois jamais réalisé à l'étranger.

- Samedi 14 février 2009 : À l'approche du 50e anniversaire de la fuite du dalaï-lama, vers son exil indien le 10 mars 1959, les autorités chinoises ont entrepris de boucler hermétiquement les zones tibétaines en Chine et le Tibet même, en particulier pour les journalistes. Les Chinois veulent empêcher que cet anniversaire ne devienne prétexte à des émeutes, comme cela avait été le cas le 14 mars 2008 lorsque les manifestations de Tibétains dégénérèrent en violences antichinoises dans Lhassa[8].

- Dimanche 15 février 2009 : Le premier ministre Wen Jiabao se déclare confiant dns la capacité de son gouvernement à surmonter les difficultés économiques grâce au plan massif 2009-2010 de soutien à l'économie, de plus de 450 milliards d'euros, ce qui devrait permettre au pays de renouer avec de forts taux croissance. Le 5 mars, le premier ministre doit présenter son rapport annuel devant le Parlement.

- Lundi 16 février 2009 : 
  - Le groupe de télécommunications China Mobile annonce que son chiffre d'affaires est indirectement affecté par les fermetures d'usines, par les retours dans les villages ruraux des travailleurs migrants licenciés en masse et par la baisse des appels internationaux impactés par la réduction des exportations. Toutefois, le nombre d'abonnés continue de croître à 460 millions.
  - Depuis le début de l'année la municipalité de Pékin enregistre en moyenne 1 466 véhicules de plus par jour, soit 65 970 véhicules pour les 45 premiers jours alors qu'au niveau de la Chine, les ventes de véhicules ont chuté de 7,7 % en janvier 2009 par rapport à janvier 2008. La mégapole a mis en place un système de plaques alternées pour limiter les embouteillages et la pollution.

- Mercredi 18 février 2009 : La police a arrêté 20 à 24 moines Tibétains, selon les sources, dans la région tibétaine du sud-ouest de la Chine à la suite d'une manifestation en faveur du dalaï-lama qui a regroupé quelque 300 personnes et dispersée avec violences.

- Vendredi 20 février 2009 : 
  - Les autorités chinoises ont sommé un célèbre cabinet d'avocats de Pékin, le cabinet Yitong, spécialisé dans la défense de dissidents chinois, de fermer immédiatement pour six mois en attendant la décision judiciaire définitive. Selon le cabinet Yitong : « Confronté à un abus de pouvoir par des administrations cherchant à faire pression illégalement sur nous, le cabinet Yitong pourrait vivre un mauvais moment […] Mais nous ne renoncerons jamais à notre combat pour un système démocratique légal et des perspectives de justice, d'équité et de droits légaux pour les individus ». Parmi ses clients dissidents, le cabinet Yitong a défendu Hu Jia, prix Sakharov 2008 pour la liberté de pensée du Parlement européen et qui purge une peine de trois ans et demi de prison pour tentative de subversion, et Chen Guangcheng, militant aveugle emprisonné après avoir dénoncé les abus de la politique de l'enfant unique[9].
  - La Chine, premier producteur mondial d'acier, prépare un prochain plan de restructuration du secteur métallurgique pour faire émerger trois géants nationaux. Deux géants actuels Baosteel et Wuhan Iron and Steel, ainsi qu'un dernier, composé de Anshan Iron & Steel et Benxi Iron & Steel, deviendront les leaders de ce processus de consolidation.

- Samedi 21 février 2009 : Le patron du fonds souverain China Investment Corporation (CIC), Lou Jiwei, est en visite en Australie pour découvrir les nouvelles règles que Canberra a instauré pour encadrer les investissements étrangers. Confronté à des besoins croissants en énergie et en produits de base pour soutenir son activité, Pékin mène une politique d'acquisitions qui préoccupe les Australiens. CIC créé en 2007 a été doté à sa création de 200 milliards de dollars de réserves (159 milliards d'euros).

Province du Shanxi

- Dimanche 22 février 2009 : Un coup de grisou dans une mine de charbon de la ville de Gujiao (province de Shanxi dans le nord) cause la mort de 73 mineurs, selon un décompte provisoire, alors que 436 mineurs étaient au fond. La mine, gérée par le Shanxi Jiaomei Group, produisait 5 millions de tonnes de charbon par an.

- Lundi 23 février 2009 : 
  - Selon un expert cité par le Financial Times, les réserves de change chinoises ne sont pas de 1 950 milliards de dollars comme le disent les autorités mais de 2 300 milliards, ce qui fait plus de 1 600 dollars par Chinois (à rapporter aux 2 300 dollars auxquels se monte le PIB chinois par habitant). Sur ces 2 300 milliards, 1 700  seraient investis aux États-Unis.
  - La justice française rejette une demande de suspension de la vente des deux têtes de bronze, celle d'un rat et d'un lapin, provenant du sac du Palais d'été à Pékin en 1860. Pierre Bergé déclare : « Je suis absolument prêt à donner ces deux têtes [de bronze] à la Chine, tout ce que je demande à la Chine en contrepartie est de donner les droits de l'homme, la liberté au Tibet et d'accueillir le dalai lama ».

- Mardi 24 février 2009 : 
  - Selon les agences de voyages, « les autorités ont demandé aux agences touristiques de cesser d'organiser des voyages pour les étranger jusqu'au 1er avril ». Cette fermeture marque l'approche du 10 mars, jour du 50e anniversaire de l'insurrection tibétaine qui avait été suivie de la fuite en Inde du dalaï-lama et celle, le 14 mars, des émeutes de l'an dernier.
  - Trois tibétains se seraient immolés par le feu au centre de Pékin.
  - La Chine dénonce le « chantage politique » de Pierre Bergé. Selon Jiang Kun, membre de la Conférence consultative politique du peuple chinois et vice-président de l'Association chinoise des arts folkloriques : « Exercer un chantage politique, c'est poursuivre en fait la politique basée sur la force, cela sera rejeté par l'histoire ». Une autre personnalité déclare : « Il y a 150 ans, il y a eu incendie et pillage, 150 ans plus tard, c'est du chantage. Le comportement de Pierre Bergé est purement et simplement une logique de gangster ».

- Mercredi 25 février 2009 : Deux bronzes chinois, une tête de rat et une tête de lapin, d'une hauteur d'une quarantaine de centimètres, provenant du sac du Palais d'été à Pékin par des soldats français et britanniques en 1860 ont été vendus par Christie's à Paris. L'administration d'État des vestiges et monuments dit avoir tenté de contacter à plusieurs reprises la maison d'enchères avant la vente de la collection d'œuvres d'art Yves Saint Laurent-Pierre Bergé pour qu'elle enlève les deux pièces disputées. Les deux pièces ont été adjugées pour un montant de 15,7 millions d'euros chacune. La Chine indique « ne pas reconnaître le propriétaire illégal des pièces pillées » et continuera à tenter d'obtenir le retour de ces pièces en Chine « par tous les moyens et canaux possibles ».

- Jeudi 26 février 2009 : 
  - Au lendemain de la publication d'un rapport du département d'État américain mettant en cause la Chine pour ses violations des libertés individuelles, le ministère des Affaires étrangères appelle les États-Unis  « à se pencher sur leurs propres problèmes des droits de l'homme et à arrêter de se poser en gardien des droits de l'homme […] Ces trente dernières années, la Chine a connu une forte croissance économique et réalisé des progrès démocratiques constants et elle protège pleinement la liberté religieuse[…] les groupes ethniques jouissent de leurs droits et de leur liberté ».
  - L'administration d'État des vestiges et monuments accuse la maison d'enchères Christie's d'avoir vendu à plusieurs reprises des biens chinois pillés et a annoncé un renforcement des contrôles sur les achats de la maison d'enchères en Chine.

- Vendredi 27 février 2009 : Selon l'association Free Tibet la police a tiré sur un moine tibétain qui venait de s'immoler par le feu, dans la ville d'Aba (province du Sichuan), lors d'une manifestation de plusieurs centaines de moines contre l'interdiction des prières durant un festival bouddhiste traditionnel, le Monlam, contre la répression chinoise et pour la libération de tous les tibétains emprisonnés. Selon l'organisation Campagne internationale pour le Tibet, un organisme œuvrant pour l'indépendance du Tibet, après la dispersion de la manifestation, la police chinoise a encerclé le monastère de Sey où les moines étaient revenus.

### Mars 2009
- Lundi 2 mars 2009 : le collectionneur d'art chinois, Cai Mingchao (44 ans), qui a acheté aux enchères de Christie's, lors de la vente de la collection Yves Saint Laurent-Pierre Bergé, les deux têtes de rat et de lapin pillées en 1860 au Palais d'été de Pékin par les troupes franco-britanniques, annonce ne pas vouloir payer : « Je crois que n'importe quel Chinois se serait levé à ce moment précis […] J'essaie de tout faire pour faire face à mes responsabilités ».

- Mardi 3 mars 2009 : le ministère des Affaires étrangères déclare que la Chine n'a rien à voir avec Cai Mingchao, le collectionneur chinois qui a créé la surprise en annonçant avoir acheté les deux bronzes réclamés par Pékin, deux têtes de rat et de lapin, pour 15,7 millions d'euros chacune, tout en indiquant refuser de verser l'argent.

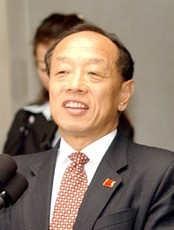
Li Zhaoxing
(septembre 2004)

- Mercredi 4 mars 2009 : le budget militaire de la Chine est en augmentation de 14,9 % en 2009 sur un an, les dépenses militaires s'élèveront à 480,68 milliards de yuans (près de 56 milliards d'euros), soit 6,3 % du budget du pays. Ces dépenses iront notamment à la modernisation des forces militaires et à l'amélioration du niveau de vie des soldats. Selon Li Zhaoxing, ancien ministre des Affaires étrangères et actuel porte-parole du Parlement, l'armée chinoise ne représentait « aucune menace » pour des pays étrangers, la Chine « suivant fermement la voie du développement pacifique » et précisant qu'il n'y avait pas « en Chine de dépenses militaires cachées ».

- Jeudi 5 mars 2009 : Le gouvernement chinois s'apprête à mettre en place un plan de soutien à l'économie de plus de 1 100 milliards d'euros, soit un tiers du produit intérieur brut (PIB), sans que l'on sache si cette somme s'ajouterait ou non aux 465 milliards d'euros annoncés en novembre 2008.  Les marchés anticipent que cette manne provoquera un sursaut salvateur pour l'économie mondiale.

- Vendredi 6 mars 2009 : Deux ingénieurs américains travaillant pour la société Wyko Tire, partenaire de la société chinoise Haohau South China Guilin Rubber Company (HHSC) sont arrêtés aux États-Unis sur accusation d'espionnage industriel à l'encontre de l'usine Goodyear de Topeka (Kansas). Ils auraient pris des clichés lors de la fabrication de gros pneus OTR qui auraient permis à la société HHSC de produire des pneus similiares[10]

- Lundi 9 mars 2009 : Le premier Airbus A320, assemblé en Chine, devrait être livré en juin, selon le maire de la ville de Tianjin où est installée l'usine de montage. Onze appareils de ce type devraient être assemblés au cours de l'année 2009.

- Mardi 10 mars 2009 : 
  - L'indice des prix a chuté de 1,6 % en glissement annuel. L'inflation, 0,3 %, sur les deux premiers mois de l'année, n'a cessé de décroître ces derniers mois, sur fond de ralentissement économique, les analystes évoquant de plus en plus des risques de déflation.
  -  Tibet : Trois journalistes de l'Agence France-Presse, arrêtés alors qu'ils tentaient de visiter le monastère bouddhiste de La Jia, dans une zone tibétaine de l'ouest de la Chine, sont expulsés de la zone montagneuse du Qinghai. D'importantes forces de sécurité ont été déployées sur tout le plateau tibétain à l'approche de ces deux anniversaires sensibles : la révolte réprimée en 1959 qui avait vu la fuite en exil du dalaï-lama et les émeutes de Lhassa en 2008 qui s'étaient étendues aux régions environnantes.

- Mercredi 11 mars 2009,  Hong Kong : La compagnie aérienne Cathay Pacific  annonce une perte nette 2008 de 8,6 milliards de dollars de Hong Kong (environ 870 millions d'euros) en raison d'une baisse de la demande et de la volatilité des cours du pétrole.

- Jeudi 12 mars 2009 : 
  - Sur les deux premiers mois de l'année, la production industrielle a connu une faible hausse de 3,8 % en glissement annuel.
  - Le ministère des Chemins de fer envisage la construction d'une ligne ferroviaire directe entre Pékin et Taipei (Taïwan), afin de renforcer les relations commerciales et « poser les fondations des infrastructures de transport pour la zone économique du détroit de Taïwan ». Le ministère ne précise pas comment les trains franchiront les 180 kilomètres du détroit, soit par un tunnel, soit par un pont. L'arrivée au pouvoir l'année dernière[C'est-à-dire ?] à Taïwan de Ma Ying-jeou, l'artisan de la renaissance du parti Kuomintang (KMT), a ouvert une période de détente dans la zone. Le mois dernier, le gouvernement taïwanais avait indiqué qu'il considérait la construction d'un pont de 8,6 km entre Jinmen, l'une de ses îles, et la Chine continentale.
  - Les États-Unis annoncent que des destroyers de la marine américaine vont escorter des navires américains en mer de Chine méridionale, après le harcèlement dont a été victime un bâtiment de l'US Navy non armé de la part d'une flottille chinoise.

- Mardi 17 mars 2009 : Selon la police, une bombe a été lancée contre le nouveau bâtiment en construction du commissariat de police du comté de Batang (préfecture de Ganzi, Sichuan), où la population est majoritairement d'origine tibétaine.

- Vendredi 20 mars 2009 : 
  - Le groupe pétrolier français Total prévoit de se développer en Chine dans les secteurs de la raffinerie et de la pétrochimie, où le mécanisme de fixation des prix des produits pétroliers devient plus favorable pour les producteurs, selon ses dirigeants : « Le gouvernement chinois va vers un système de prix plus compétitif. Nous aimons la compétition, parce que nous pensons être meilleurs et pouvoir gagner ».
  -  Tibet : Un moine arrêté pour avoir publiquement appelé à l'indépendance disparaît du poste de police de la ville de Rabgya (nord-ouest) à forte population tibétaine.

- Dimanche 22 mars 2009 : Plusieurs centaines de personnes regroupées devant le poste de police de Ragbya pour demander des nouvelles du moine arrêté passent à l'attaque selon la police. 95 manifestants dont 93 moines du monastère proche de la ville sont interpelés.

- Lundi 23 mars 2009 : Une usine de produits chimiques s'effondre dans le sud-ouest de la Chine, faisant 11 morts.

- Mardi 24 mars 2009 : 

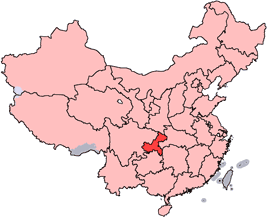
Province du Chongqing

  - Selon la police de la ville de Chongqing (sud-ouest, 14 millions d'habitants), « un certain nombre d'indépendantistes tibétains se sont introduits dans la ville depuis Chengdu et préparaient un attentat à la bombe dans le centre de Chongqing », un des leurs a tiré contre le poste de garde de la caserne, tuant le garde en faction pour lui voler son fusil d'assaut. La police a lancé une chasse à l'homme pour retrouver le meurtrier du soldat et une récompense de 300 000 yuans (32 000 euros) a également été offerte pour tout indice menant au suspect.
  - L'organisation écologiste Greenpeace appelle le président Hu Jintao à faire de la Chine, un des plus gros pollueurs de la planète, un modèle en matière de lutte contre le réchauffement climatique, et lui demande de se rendre en décembre à Copenhague afin de participer au sommet mondial sur le climat destiné à tenter de trouver un accord au-delà de 2012 sur les réductions des émissions de gaz à effet de serre. Selon Greenpeace, sans action immédiate de la part de la Chine pour lutter contre le changement climatique, la production alimentaire du géant asiatique connaîtrait une chute significative et le pays aurait du mal à nourrir ses habitants à partir de 2030.

- Samedi 28 mars 2009 : 
  - Lors d'un forum à Medellín (Colombie), dans le cadre de l'assemblée générale de la Banque interaméricaine de développement, le gouverneur de la banque centrale de Chine Zhou Xiaochuan, est intervenu sur la nécessité de réformer le système financier international : « En tenant compte de notre analyse de ce qui s'est produit, il faut souligner l'importance d'une réforme du système financier […] Les mesures fiscales et monétaires ne servent à rien si l'on ne prend pas ce chemin et nous souffririons tous si on ne le fait pas ». Il a également estimé que l'épargne doit être favorisée et a plaidé pour une nouvelle répartition des fonds destinés aux différents pays au sein des organismes de financement multilatéraux en faveur des « marchés émergents », en appelant enfin à un plus grand contrôle de ces entités.
  - Selon un rapport de chercheurs canadiens du centre Munk pour les études internationales de l'Université de Toronto, une opération d'espionnage, organisée depuis la Chine, aurait permis d'infiltrer le contenu des ordinateurs d'autorités gouvernementales, d'organisations et de particuliers dans 103 pays. Ce système d'espionnage informatique mondial serait contrôlé par des ordinateurs basés quasi exclusivement en Chine. L'enquête a démarré lorsque les services du dalaï-lama ont demandé la vérification d'un logiciel douteux dans leurs ordinateurs. Selon l'enquête, quelque 1 295 ordinateurs auraient ainsi été infiltrés dans 103 pays différents, durant ces deux dernières années, incluant des ambassades, des sièges de gouvernement et des représentations du dalaï-lama en Inde, à Bruxelles, Londres et New York. Les chercheurs estiment que ce système, qu'ils ont baptisé « Ghostnet » (réseau fantôme), ciblait particulièrement les gouvernements asiatiques : les ordinateurs des ambassades d'Inde, d'Indonésie, de Malaisie, du Pakistan, de Thaïlande et de Taiwan étaient en effet infectés.

- Lundi 30 mars 2009 : 
  - L'évêque Julius Jia Zhiguo, prélat de la province du Hebei, est arrêté par cinq policiers dans son église du Christ-Roi située dans le village de Wuqiu. Mgr Jia est une personnalité connue de l'Église catholique « clandestine » et un habitué des geôles du régime. Il a été arrêté plus d'une dizaine de fois depuis 2004 et sa dernière interpellation remonte au 24 août 2008, il avait été relâché le 18 septembre. Pékin veut contrôler les fidèles via une Église catholique « officielle ».
  - Selon des chercheurs de l'université de Toronto, un système de piratage global d'origine chinoise aurait contaminé 1 295 ordinateurs partout dans le monde. Baptisé « Ghostnet », ("réseau fantôme"), par ses découvreurs, ce réseau de pirates aurait réussi à infiltrer les ordinateurs d'autorités gouvernementales et de particuliers dans 103 pays, accédant ainsi potentiellement à de nombreuses informations confidentielles : « Jusqu'à 30 % des hôtes infectés sont considérés comme des cibles de grande valeur, parmi lesquelles des ministères des affaires étrangères, des ambassades, des organisations internationales, des nouveaux médias et des ONG ».

- Mardi 31 mars 2009 : 
  - Le ministère des Affaires étrangères qualifie les accusations d'espionnage informatique que la Chine est accusée d'avoir menées à grande échelle depuis son territoire, de « mensonges » destinés à ternir son image : « Certaines personnes à l'extérieur de la Chine sont spécialisées dans la fabrication de mensonges sur de supposés espions informatiques chinois […] Leurs tentatives pour ternir l'image de la Chine sont vouées à l'échec […] À l'extérieur de la Chine, il y a un fantôme appelé "Guerre froide" et un virus nommé "La menace chinoise" ». Les chercheurs canadiens ont cependant estimé que si cet espionnage informatique était contrôlé par des ordinateurs basés quasi exclusivement en Chine, rien ne permettait toutefois de conclure que le gouvernement chinois est directement impliqué.
  -  Tibet : Dans un communiqué la France déclare : « La France mesure pleinement l'importance et la sensibilité de la question du Tibet et réaffirme qu'elle s'en tient à la politique d'une seule Chine et à sa position selon laquelle le Tibet fait partie intégrante du territoire chinois, conformément à la décision prise par le général de Gaulle qui n'a pas changé et ne changera pas. […] Dans cet esprit et dans le respect du principe de non-ingérence, la France récuse tout soutien à l'indépendance du Tibet sous quelque forme que ce soit ».

### Avril 2009
- Jeudi 2 avril 2009 : Un kamikaze se fait exploser dans un immeuble d'Ürümqi (région musulmane chinoise du Xinjiang, nord-ouest), blessant deux autres personnes.

- Vendredi 3 avril 2009 : Dans le cadre des interrogations sur la question de la rémunération des grands patrons qui a provoqué de vives polémiques aux États-Unis et en Europe dans le contexte de crise actuel, le China Securities Journal indique que les dirigeants des institutions financières cotées étaient les mieux payés en Chine, et avaient gagné en moyenne 604 600 yuans, salaires et primes diverses, chacun en 2008 (environ 67 000 euros). Le coefficient Gini qui mesure les inégalités de revenus est de officiellement à 0,45 en Chine alors qu'il se situait entre 0,20 et 2,25 avant le début des réformes, mais de nombreux chercheurs estiment qu'il se situe plutôt entre 0,60 et 0,70. L'un des patrons les mieux rémunérés, Peter Ma, président de l'assureur Ping An, a renoncé en février à son salaire 2008 après le catastrophique investissement de Ping An dans le groupe européen Fortis. En 2007, il avait gagné 66,2 millions de yuans (7,3 millions d'euros) avant impôts.

- Lundi 6 avril 2009 : Publication d'un rapport du gouvernement soulignant que le système actuel de santé publique souffre « de problèmes urgents dont se plaint fortement le public ». Ce rapport présente un nouveau programme visant à doter les 1,3 milliard d'habitants de services de santé « sûrs, efficaces, et bon marché », mais donnant peu de détails sur les modalités de la réforme. Selon le rapport, le système de santé actuel a été construit après le démantèlement du système de santé de l'ère maoïste lorsque la Chine s'est avancée sur la voie des réformes économiques lancées il y a trente ans. Les premières victimes en ont été les pauvres et les ruraux qui se sont endettés parfois lourdement pour des soins de mauvaise qualité dans des établissements vétustes et sous-équipés. Cette précarité serait l'une des raisons de l'énorme épargne de précaution existant en Chine, mais contraire aux souhaits du gouvernement de développer la consommation[11]

- Mardi 7 avril 2009 : 

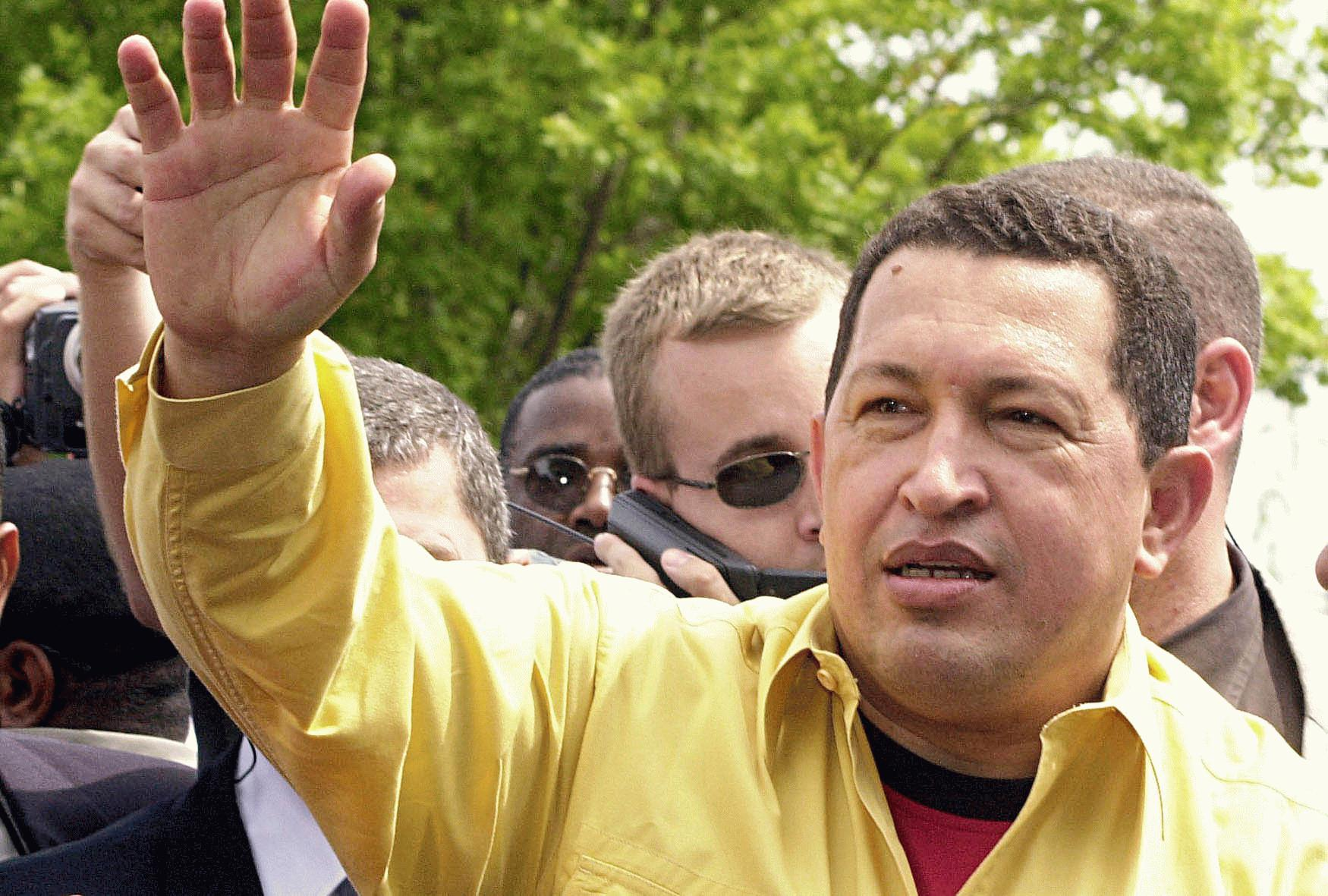
Hugo Chavez
(janvier 2003)

  - Selon le China Daily, l'Administration Générale de la Presse et des Publications a l'ambition de réformer le monde des médias et de l'édition, étroitement lié au pouvoir communiste, pour les transformer en « véritables entités commerciales », régies par les lois du marché, à l'exception des médias « d'intérêt public ». Les journaux et magazines considérés comme servant les intérêts du public sont encouragés à restructurer leurs opérations, mais ne seront pas soumis à la pleine force du marché. Les autres, la plupart affiliés à des organismes officiels de différents niveaux, seront encouragés à se développer via « les ressources du marché », avec une période de transition d'un ou deux ans, selon les nouveaux principes, qui reconnaissent pour la première fois le statut d'éditeur privé. Quelques géants des médias devraient voir le jour, soit, six ou sept maisons d'édition et de presse aux revenus annuels de plus de 10 milliards de yuans (1,1 milliard d'euros) seront édifiés pour être concurrentiels à l'échelle mondiale d'ici trois à cinq ans. Fin 2007, le pays disposait de 9 500 magazines, 2 000 journaux et de quelque 600 maisons d'édition du régime public. Il existe aussi un certain nombre d'éditeurs privés qui drainent dès à présent de nombreux auteurs.
  - L'agence Xinhua confirme que le pays se lance officiellement dans une vaste réforme de son système de santé visant à apporter une couverture de base à tous ses citoyens d'ici à 2020 et à abandonner le système actuel considéré comme coûteux et inefficace. Le nouveau plan prévoit d'investir 850 milliards de yuans (92 milliards d'euros) sur trois ans. En 2011, 90 % de la population devrait avoir une assurance médicale de base et quelque 7 000 établissements de soins devraient aussi être construits durant cette période.
  - Le président vénézuélien Hugo Chávez entame une visite officielle de trois jours en Chine, sa sixième en dix ans de pouvoir dans un pays qu'il considère comme un « allié stratégique » du Venezuela : « Un nouvel équilibre mondial est en train de naître, un nouvel ordre mondial, le monde multipolaire dont nous rêvions depuis longtemps […] avec de nouveaux pôles, comme Pékin, Tokyo », précisant qu'il venait en Chine avec trois « objectifs concrets de grande signification stratégique » : le renforcement de la présence chinoise dans le secteur pétrolier vénézuélien, la construction de raffineries vénézuéliennes sur le sol chinois et la création d'une entreprise commune de transport maritime pétrolier afin de fournir en 2013 un million de barils de pétrole par jour à la troisième économie mondiale[12].

- Jeudi 9 avril 2009 : 
  - Le président vénézuélien Hugo Chávez déclare : « La relation entre la Chine et le Venezuela est consolidée. Nous avons créé des commissions pour poursuivre le travail, augmenter les investissements au Venezuela et nous parlons d'un accord encore plus ambitieux que le Fonds stratégique Venezuela-Chine » de 12 milliards de dollars.
  - Le ministère des Affaires étrangères dément toute attaque du réseau électrique américain par des cyber-espions chinois, comme l'avait rapporté la veille le Wall Street Journal qui avait affirmé que des cyber-espions chinois et russes avaient pénétré le système à plusieurs reprises l'an dernier, sans toutefois provoquer de perturbations. Selon le ministère, la Chine est elle-même « victime des pirates informatiques » et souhaite « renforcer sa coopération avec la communauté internationale ».
  - Exécution de 2 jeunes Ouïghours accusés d'avoir mené une attaque terroriste contre un poste de police à Kachgar, au Xinjiang (nord-ouest), qui avait fait 17 morts et 15 blessés  en août 2008, peu avant les jeux Olympiques.

- Vendredi 10 avril 2009 : 
  - Le gouvernement chinois est resté plus réservé face aux effusions d'amitiés du président vénézuélien Hugo Chávez afin de ne pas nuire à leurs relations avec les États-Unis, cependant la Chine a besoin de diversifier ses sources de pétrole et de produits agricoles alors que le Venezuela vise à dépendre moins des États-Unis, d'où des intérêts croisés économiques. Sur le plan politique, les deux pays partagent le même objectif d'un monde multipolaire[13].
  - Le ministère des Finances demande aux hauts responsables des établissements financiers publics de réduire leurs salaires, pour permettre une société plus « juste » et compenser les effets de la crise économique, exigeant que les émoluments 2008 — salaires bruts, primes et assurances sociales — ne dépassent pas 90 % de ceux de 2007 : « Les salaires des dirigeants des entreprises d'État dont les résultats 2008 ont accusé une baisse seront minorées de 10 % supplémentaires […] les hauts responsables de certaines entreprises sont trop payés. Cela accroît l'écart avec le niveau moyen [des salaires] de la société […] La baisse de leurs salaires, en revanche, sert une société plus juste mais aussi les intérêts de l'État et des actionnaires »[14].

- Samedi 11 avril 2009 : selon la Banque centrale de Chine, les réserves en devises du pays ont augmenté de 16 % sur une année pour atteindre 1 954 milliards de dollars (1 483 milliards d'euros) à la fin mars. La Chine détient 70 % de ses réserves en devises en produits rédigés en dollars, notamment des obligations du Trésor américain.

- Lundi 13 avril 2009 : 
  - Selon le premier ministre Wen Jiabao, la production industrielle en Chine a repris en glissement annuel un rythme de progression plus dynamique en mars avec une croissance de 8,3 % sur un an contre 16,4 % en mars 2008. Il y voit un signe de reprise de l'économie, à mettre au crédit des mesures du gouvernement pour lutter contre l'impact de la crise financière internationale, précisant que les investissements en capital fixe et les chiffres de la consommation avaient ont progressé au premier trimestre, montrant que l'économie s'en sortait « mieux que prévu », cependant, « on n'a pas encore touché le fond de la crise internationale. Il est difficile d'affirmer que l'économie chinoise, toute seule, s'est débarrassée de la crise ».
  - Publication d'un « plan d'action national pour les droits de l'Homme » dans lequel la Chine s'engage à promouvoir les droits de l'homme notamment une meilleure protection légale et davantage de droits politiques, dans un texte de 52 pages qui passe en revue les droits des handicapés, ceux des femmes, ceux des pauvres, des fermiers, des prisonniers, reconnaissant que la « Chine est toujours confrontée à de nombreux défis et a une longue route devant elle dans ses efforts pour améliorer la situation des droits de l'Homme » : « Le gouvernement chinois donne la priorité à la protection des droits du peuple à la subsistance et au développement et garantit légalement les droits de tous […] à une participation égale et au développement […] le gouvernement et les départements gouvernementaux de tous niveaux seront responsables du plan d'action et le mettront en place activement ».
  - Le fabricant japonais de pneus, Bridgestone, a annoncé qu'il allait investir 98 millions de dollars dans son usine près de Shanghai pour augmenter ses capacités de 4 200 pneus par jour d'ici le second semestre 2011, pronostiquant une augmentation de la demande locale à moyen et long termes.

- Mardi 14 avril 2009 : Le ministère des Affaires étrangères appelle « au calme » et « à la retenue » afin de sauver les négociations sur la dénucléarisation de la Corée du Nord après l'annonce de son retrait des discussions et la reprise de son programme d'armement atomique au lendemain de la condamnation par les Nations unies de son récent tir de fusée.

- Mercredi 15 avril 2009 : 

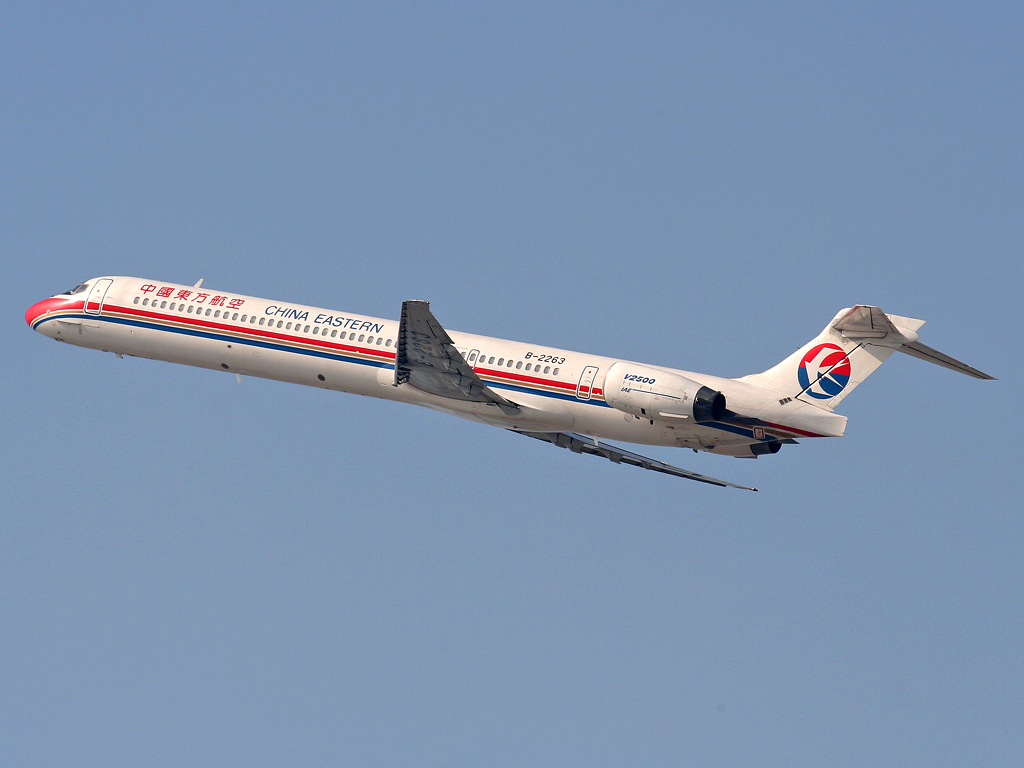
Appareil de la China Eastern Airlines
(janvier 2006)

  - Quatre bateaux de pêche et un navire ont fait naufrage dans la matinée, dans le golfe du Bohai, en raison des mauvaises conditions météorologiques et d'un vent fort. 27 personnes portées disparues lors des naufrages ont pu être secourues, dont 6 grâce à deux hélicoptères de secours envoyés rapidement sur la zone.
  - La compagnie aérienne China Eastern Airlines, troisième du pays, annonce une perte nette 2008 de 15,3 milliards de yuans (1,7 milliard d'euros), après un bénéfice de 378,6 millions de yuans (42 millions d'euros) en 2007. Selon la compagnie, ces mauvais résultats sont dus à la chute du nombre de passagers, aux cours élevés des carburants et à de mauvais choix dans les contrats de couverture sur carburants dans un contexte de volatilité des prix du pétrole. Le chiffre d'affaires a baissé de 3,4 %, à 41,1 milliards de yuans (4,6 milliards d'euros), alors que les coûts opérationnels ont augmenté de 32,5 % à 56,8 milliards de yuans, les coûts de carburants passant à 18,5 milliards de yuans (+ 22,3 %) et la perte de couverture sur les carburants s'est élevée à 6,2 milliards de yuans. En 2008, la compagnie a reçu du gouvernement une aide de 7 milliards de yuans pour la renflouer.

- Jeudi 16 avril 2009 : Selon le Bureau national des statistiques, la croissance chinoise continue de ralentir avec en glissement annuel un rythme de progression de 6,1 % fin mars, contre 10,6 % en mars 2008. Cependant, les effets des mesures d'investissements massifs pris en novembre commencent à porter leurs fruits puisque les investissements en capital fixe ont bondi au 1er trimestre à +28,6 % dans les zones urbaines.

- Vendredi 17 avril 2009 : 
  - Un ferrailleur de 35 ans, tueur en série, condamné pour le meurtre à la hache de 8 personnes, dont une femme qui ne voulait pas l'épouser et son jeune fils de deux ans, a été exécuté dans la province de Hubei. Lors de l'enquête six corps d'anciens employés ont été retrouvés dans la décharge qu'il exploitait.
  - Une violente explosion sur l'aire d'une mine de charbon près de la ville de Chenzhou (province du Hunan) fait 18 morts, 2 disparus et 3 blessés à cause d'un entrepôt d'explosifs qui a sauté. Les victimes se trouvaient dans un dortoir situé près de l'entrepôt d'explosifs.
  - L'acteur hong-kongais Jackie Chan (55 ans), star du film d'action, lors d'une conférence sur la censure cinématographique en Chine se tenant dans la province de Hainan, a estimé devant des hommes d'affaires, que les Chinois ont besoin d'être contrôlés, avouant de s'interroger « s'il est bon ou non d'avoir la liberté » et avouant avoir les idées « confuses » à ce sujet : « Je ne suis pas sûr s'il est bon ou non d'avoir la liberté. J'ai vraiment les idées confuses pour le moment […] Si on est trop libre, on est comme Hong Kong maintenant. C'est très chaotique. Taïwan aussi est chaotique […] Je commence à avoir le sentiment que nous, les Chinois, avons besoin d'être contrôlés. Si nous ne sommes pas contrôlés, nous ferons tout ce que nous voudrons ».

- Samedi 18 avril 2009 : Lors du Forum de Bo'ao qui réunit, dans l'île tropicale de Hainan, quelque 1 600 responsables politiques et économiques sur l'intégration économique de l'Asie le premier ministre chinois Wen Jiabao s'est voulu rassurant sur l'état de l'économie chinoise, estimant que la hausse de la consommation et de la demande intérieure laissaient entrevoir une situation « meilleure que prévu », malgré un recul des exportations et une montée du chômage, estimant que « « trois indicateurs économiques clés ont montré des signaux positifs […] la croissance de l'investissement s'est accélérée, la consommation a progressé de manière rapide et la demande intérieure continue de monter ».

- Dimanche 19 avril 2009 : 

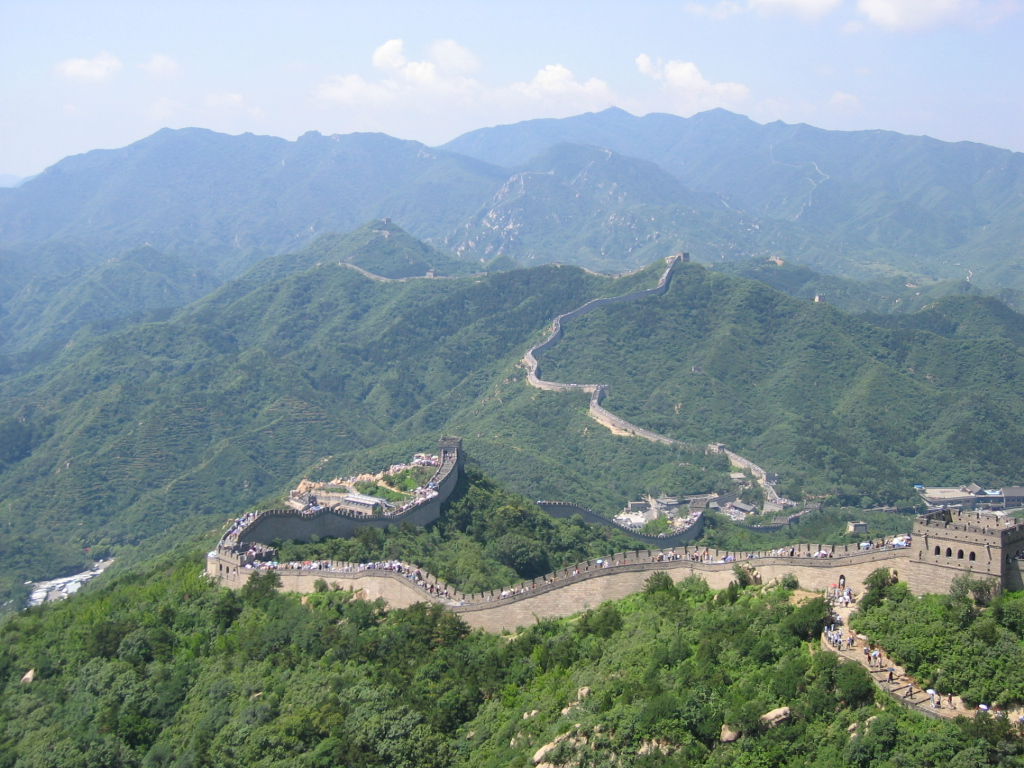
La Grande muraille
(juillet 2004)

  - L'Allemand Sebastian Vettel, équipe Red Bull remporte sur le circuit de Shanghai, le Grand Prix de Chine, troisième des dix-sept épreuves du championnat 2009 de Formule 1.
  - Selon les nouvelles mesures menées pendant deux ans par l'Administration d'État chargée du Patrimoine culturel, au moyen de GPS, technologie infrarouge et autres technologies modernes, avec des nouveaux instruments technologiques plus perfectionnés, la Grande Muraille de Chine, classée sur la liste du patrimoine mondial de l'Unesco, serait plus longue de quelque 2 000 kilomètres, soit 8 851,8 kilomètres, longueur supérieure aux 6 300 jusqu'à présent avancés qui en fait étaient basés sur des récits historiques et non sur de véritables relevés cartographiques. Mais la Grande muraille est aussi menacée de disparition en plusieurs endroits, par les constructions de routes, les projets de développement économique ou des conditions météorologiques extrêmes. L'évaluation de l'état et de la longueur de la Grande muraille a permis de découvrir des portions ignorées dans les montagnes et les déserts. L'étude a montré que ces anciennes fortifications érigées sous la dynastie des Qin (-221 à -206 avant notre ère) pour prévenir les invasions des tribus venues du Nord, puis reconstruites sous les Ming (1368-1644), comprenaient 6 259,6 kilomètres de murs, 359,7 km de tranchées et utilisaient 2 232,5 km de barrières naturelles (montagnes, rivières)[15].

- Lundi 20 avril 2009 :
  - Lors d'une conférence de trois jours organisée par l'AIEA à Pékin et rassemblant des responsables de plus de 60 pays, pour discuter de l'avenir du nucléaire civil, le chef de l'agence chinoise de l'Énergie atomique nie avoir jamais aidé la Corée du Nord à développer ses programmes nucléaires.
  - Selon le China Daily, le Kazakhstan a bien loué à la Chine, malgré ses dénégations, plus de 7 000 hectares de terres attribués à une société mixte sino-kazakhe, et plus de  3 000 paysans chinois ont pris la route de la région d'Alakol, près de la frontière chinoise, pour exploiter des champs de soja et de blé. Pour la Chine, qui souffre d'une pénurie de terres cultivables, l'attrait de ces régions d'Asie centrale est évident, car dans la région chinoise d'Ili, située près de la frontière kazakhe, 1,7 million de paysans se disputent quelque 267 000 hectares de terres. En Russie, il y aurait entre 400 000 et 700 000 paysans chinois exploitant des terres auparavant inexploitées dans la province de Khabarovsk et dans la région autonome du Birobidjan[16].

- Mardi 21 avril 2009 : 
  - Le groupe d'électricité français EDF annonce une alliance avec deux partenaires chinois pour exploiter deux unités d'une centrale thermique dans le Henan (centre). EDF doit investir 35 millions d'euros pour 35 % de cette coentreprise montée avec la China Datang Corporation, un important électricien chinois qui détiendra 60 % des parts, et la municipalité de Sanmenxia. Les unités de 600 MW utilisent la technologie du charbon supercritique, une technologie permettant de réduire les émissions de gaz carbonique nocifs pour l'environnement et « une des plus performantes au monde ». Depuis 2006, 68 GW de capacité de production thermique au charbon ont été mis en service en Chine en moyenne chaque année, soit l’équivalent du parc de production nucléaire français.
  - Le groupe pharmaceutique français Sanofi-Aventis annonce un plan d'investissement en Chine d'un total de quelque 100 millions d'euros d'ici 2012 pour accroître ses capacités de production dans ce pays clé pour sa croissance future. Il veut particulièrement être présent dans les domaines du diabète, des maladies de cœur et du cancer. Il va investir 69,5 millions d'euros pour agrandir son usine de Pékin et construire des chaînes de production du Lantus Solostar, son médicament vedette contre le diabète, puis 31 millions d'euros pour accroître les capacités de production de son usine de Hangzhou, spécialisée dans la fabrication de médicaments contre l'hypertension artérielle, les accidents vasculaires cérébraux, le syndrome coronarien aigu et le cancer, et son déménagement vers une nouvelle zone de développement industriel. Sanofi-Aventis emploie 3 300 personnes en Chine.

- Mercredi 22 avril 2009 : 

Province du Hebei

  - Selon le Fonds monétaire international, l'économie de la Chine devrait ralentir encore en 2009, mais garder un bon rythme de croissance, alors que l'économie mondiale est en difficulté. Après 13 % en 2007, 9 % en 2008, le produit intérieur brut devrait être de 6,5 %, en 2009, ce qui est une forte performance étant donné le contexte mondial. Selon le FMI, « il y a des signes de revirement de l'activité au premier trimestre » mais « il y a encore de la place pour des mesures fiscales », de plus « en Chine, de nouvelles mesures pour soutenir la consommation seraient utiles pour rééquilibrer l'économie à moyen terme mais aussi apporter une aide à court terme ». Ces mesures pourraient prendre la forme d'améliorations dans le domaine de la santé publique, de l'éducation, des retraites, de nouveaux investissements en faveur du développement des campagnes ou de réductions d'impôts et de taxes à la consommation.
  - L'effondrement du toit d'un atelier d'une usine de vêtements de Langfang (district d'Anci, province du Hebei), cause la mort de 10 personnes et en blesse 15 autres dont 8 gravement. Au début du mois, cinq ouvriers avaient été tués dans cette même usine lors de l'effondrement d'un immeuble qu'ils étaient en train de détruire.

- Lundi 27 avril 2009 : 

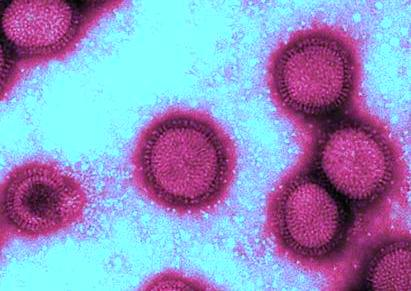
Virus de la grippe A (H1N1).

  - Le ministère de l'Agriculture et l'administration chargé du Contrôle de qualité et de la quarantaine, ont suspendu les importations de porc et de produits porcins en provenance du Mexique et de trois États américains: Texas, Kansas et Californie. Cette interdiction vise à prévenir l'arrivée en Chine de l'épidémie provoquée par le virus A/H1N1, les voyages vers ces destinations et notamment le Mexique, foyer de l'épidémie, ne sont pas interdits.
  - Le ministère de la Santé ne pas déplore aucun cas de contamination humaine par le virus A/H1N1, mais annonce prendre très au sérieux les risques de propagation, appelant la population à la vigilance. Il met en garde contre les contacts avec des cochons et préconise de consulter un médecin à la moindre alerte : « Il n'y a pour le moment pas de cas de grippe porcine en Chine. Nous surveillons étroitement la situation et informons le public de la façon de prévenir la maladie ». En 2003, le SRAS avait tué 349 personnes en Chine et gelé le trafic aérien en Asie.

- Mardi 28 avril 2009 : 

Province du Anhui

  - Les banques chinoises ont continué en avril d'octroyer fortement des crédits selon le souhait des autorités chinoises qui veulent ainsi soutenir la croissance. Les instituts financiers ont prêté au premier trimestre un total de 4 580 milliards de yuans (511 milliards d'euros), soit 92 % du seuil minimum fixé par le gouvernement pour toute l'année 2009.
  - L'équipementier en télécommunication franco-américain Alcatel-Lucent Shanghai Bell conclut deux contrats pour un montant de 1,7 milliard de dollars (1,3 milliard d'euros) avec les opérateurs China Mobile (1 milliard de dollars) et China Telecom (700 millions de dollars), portant sur la modernisation des réseaux et la fourniture de « services d'intégration et de maintenance en 2009 » pour « les deux opérateurs chinois qui se sont vus attribuer des licences 3G en janvier 2009 ». Alcatel-Lucent est également retenu par China Omnicom pour le déploiement de réseaux 3G « dans 14 provinces chinoises ».
  - Selon l'agence Chine Nouvelle, la police a libéré 32 travailleurs forcés, handicapés mentaux de 25 à 45 ans, qui étaient traités « comme des esclaves » dans deux briqueteries de Jieshou (province de l'Anhui, est). Une dizaine de personnes ont été arrêtés. Ces travailleurs devaient accomplir un dur travail plus de dix heures par jour sans être payés, parfois battus.

- Mercredi 29 avril 2009 : 
  - Sinopec, premier raffineur d'Asie, porté par la baisse des cours mondiaux du pétrole brut, annonce des bénéfices en progression de 85,1 % à 11,22 milliards de yuans (1,26 milliard d'euros) en glissement annuel au premier trimestre.
  - PetroChina, premier producteur de pétrole de Chine, enregistre une chute de bénéfices de 35,3 % en glissement annuel à quelque 19 milliards de yuans (2,14 milliards d'euros), précisément à cause du baril meilleur marché ainsi que d'une baisse de la demande.
  - Selon les données de l'ONU, la Chine est le 15e pays contributeur en soldats de l'ONU, fournissant 2 150 soldats aux opérations de maintien de la paix, contre 120 en 2003. La Chine est présente au Soudan (près de 800 hommes), au Liberia (près de 600), au Liban (près de 350), en RDC (près de 250), en Haïti (près de 150). Et de façon moindre au Timor, au Kosovo, au Sahara occidental, en Côte d'Ivoire[17].

### Mai 2009
- Vendredi 1er mai 2009,  Hong Kong : Les autorités sanitaires ont confirmé un premier cas de grippe A/H1N1 chez un Mexicain de 25 ans arrivé à Hong Kong via Shanghai, tous les passagers du vol ont été placés en quarantaine.

- Samedi 2 mai 2009 : Les autorités sanitaires prennent des mesures de quarantaine et de restriction des transports aériens pour contenir l'épidémie de grippe A/H1N1 qui a fait son apparition en Asie et fait 17 morts officiellement au Mexique et aux États-Unis.

- Mardi 5 mai 2009 : 
  - La Chine annonce qu'elle allait débloquer cinq milliards de yuans (550 millions d'euros) « pour financer la prévention et le traitement du virus » de la grippe porcine (H1N1) et l'empêcher de se propager sur son territoire, après la confirmation d'un premier cas à Hong Kong.
  - La marine américaine et le département d'État annoncent que deux bateaux de pêche chinois ont effectué vendredi des manœuvres « dangereuses » près d'un navire de surveillance américain, le Victorious au large des côtes chinoises, alors que celui-ci menait des « opérations de routine » dans les eaux internationales, à plus de 100 kilomètres de la Chine. Le porte-parole du Pentagone, Bryan Whitman déclare : « C'est un comportement dangereux et imprudent qui doit être réglé » diplomatiquement, « le Victorious a pris des mesures défensives à leur approche et a sollicité l'aide d'une navire militaire chinois », provoquant le départ des bateaux de pêche. Début mars, un incident de même nature avait déjà créé des frictions entre Pékin et Washington. Selon le département d'État, qui avaient appelé la Chine à respecter le droit international, 5 bateaux chinois avaient effectué des manœuvres périlleuses près d'un bâtiment non-armé, l'Impeccable, de la Marine américaine dans les eaux internationales, en mer de Chine méridionale[18]

- Mercredi 6 mai 2009 : Selon le ministère des Affaires étrangères, le navire de surveillance américain impliqué dans un incident maritime au large de ses côtes chinoises « a violé les lois internationales et les réglementations chinoises en pénétrant dans la zone économique exclusive chinoise […] sans l'accord de la Chine » qui « exprime ses inquiétudes et appelle les États-Unis à prendre des mesures afin d'éviter que ne se répète un tel incident ».

Province du Sichuan

- Dimanche 10 mai 2009 : Un deuxième cas de grippe A/H1N1 est découvert dans la province du Sichuan concernant un homme qui venait de rentrer des États-Unis.

- Mardi 12 mai 2009 : 
  - Selon les Douanes, les exportations ont chuté de 22,6 % en glissement annuel en avril, enregistrant le sixième mois consécutif de baisse.
  - Le président Hu Jintao, le vice-premier ministre Li Keqiang et d'autres dirigeants ont observé à Yingxiu (district de Wenchuan, province du Sichuan), épicentre du séisme de magnitude 8, une minute de silence en commémoration du tremblement de terre d'il y a un an et qui a fait près de 87 000 morts et disparus.

- Jeudi 14 mai 2009 : 

Province du Jilin

  - Les autorités reconnaissent officiellement détenir Zhou Yongjun, un des dirigeants étudiant des manifestations de 1989, place Tien-an-Men, et le détenir au secret depuis octobre 2008. Résident aux États-Unis il avait tenté de revenir en Chine depuis Hongkong, pour visiter ses parents âgés.
  - Selon le Beijing Times, 161 personnes ont été rendues malades et hospitalisées dans le secteur de la ville de Jilin (nord-est) et des centaines d'autres ont été gravement incommodées par la pollution atmosphérique semblant venir d'une des deux usines chimiques du secteur. L'une d'elles produit de l'aniline, un composé organique aromatique toxique utilisé dans le caoutchouc, les pigments ou colorants.

- Vendredi 15 mai 2009 : 
  - Un coup de grisou dans une mine privée de charbon de la province du Yunnan cause la mort de 10 personnes.
  - La troisième économie mondiale est devenue un pollueur majeur de la planète mais, en tant que pays en développement, ne s'est pas vu fixer d'objectifs contraignants par le protocole de Kyoto, dont le sommet de Copenhague doit fixer la suite en décembre. Sur la période 2006-2010, le gouvernement avait fixé pour but une réduction de 4 % de sa consommation d'énergie par unité de PIB, sans avoir atteint cet objectif annuel pour le moment. Cependant, la Chine continue de penser qu'en matière de lutte contre le réchauffement climatique, la balle est dans le camp des pays développés, et appelle dans un document qu'elle doit envoyer aux Nations unies, les nations développées à réduire leurs émissions de gaz à effet de serre et à aider les pays en développement.

- Samedi 16 mai 2009 : 
  - Onze mineurs meurent asphyxiés dans une mine privée de charbon de la région de Shuozhou (province du Shanxi, nord).
  - Le président américain Barack Obama nomme Jon Huntsman (49 ans) comme nouvel ambassadeur des États-Unis en Chine en remplacement de Carl Randt dont la mission a été exceptionnellement longue (huit ans). Gouverneur républicain de l'Utah, il parle couramment le mandarin. Il avait travaillé sous l'administration de l'ancien président George W. Bush comme représentant adjoint au commerce extérieur (2001-2003) et avait négocié plusieurs accords avec la Chine. Il a également été ambassadeur à Singapour sous l'administration de Bush père (George H. W. Bush) en 1992-1993.

- Lundi 18 mai 2009 : 
  - Le premier Airbus A320, assemblé hors d'Europe sur la chaîne d'assemblage final d'Airbus à Tianjin (120 km de Pékin), a effectué son premier vol et devrait être livré en juin à une compagnie chinoise, Dragon Aviation Leasing et exploité par Sichuan Airlines. La cadence de production de la ligne d'assemblage doit augmenter jusqu'à quatre appareils par mois d'ici à fin 2011.
  - Le président brésilien, Luiz Inácio Lula da Silva, est arrivé à Pékin avec une délégation de 240 hommes d'affaires pour une visite centrée sur les échanges commerciaux avec la Chine et la promotion d'un « nouvel ordre économique et une nouvelle politique commerciale dans le monde ». La Chine est devenue le premier partenaire commercial du Brésil, détrônant  les États-Unis. Le président Lula veut promouvoir les intérêts brésiliens dans le pétrole, l'aéronautique et la technologie des agrocarburants automobiles, il veut aussi proposer de libeller les échanges commerciaux dans les monnaies des deux pays, contournant ainsi le dollar. Il estime que le partenariat stratégique établi entre le Brésil et la Chine depuis 1993 « pourrait […] mener à un nouveau paysage mondial sur le plan économique, scientifique et commercial au XXIe siècle ».

- Samedi 30 mai 2009 : 25 mineurs meurent à la suite d'une explosion de grisou dans une mine de charbon de la région de Anwen (sud-ouest). 20 autres sont restés bloqués dans la mine.

### Juin 2009
- Mardi 2 juin 2009 :
  - La Chine lance une nouvelle mise en garde aux pays qui accueillent le dalaï-lama, le chef des bouddhistes tibétains, dans sa présente tournée européenne, les menaçant d'une « grave détérioration » de leurs relations avec la Chine.
  - Zhejiang : Un dissident chinois, Wu Gaoxing, qui a passé deux ans en prison en 1989 pour avoir manifesté, il y a 20 ans, a été interpellé, dans le cadre de la surveillance renforcée, à l'approche du 20e anniversaire de la répression de Tiananmen. Il venait de publier une lettre ouverte — signée aussi 4 autres anciens prisonniers politiques — au président Hu Jintao, réclamant une indemnisation pour ceux qui avaient été mis en prison après la répression du 4 juin, afin de résoudre leurs problèmes économiques, car ils ont perdu notamment leurs droits à l'assurance-maladie et à la retraite et ont été licenciés de leurs entreprises[19].

- Mercredi 3 juin 2009 :
  - La secrétaire d'État américaine, Hillary Clinton, déclare : « Une Chine qui a fait d'énormes progrès économiquement et qui est en train de trouver sa juste place de premier plan sur la scène internationale devrait examiner ouvertement les pages sombres de son passé et publier le décompte de ceux qui ont été tués, arrêtés ou ont disparu, pour en tirer des leçons et panser ses plaies […] Des centaines de milliers de manifestants étaient descendus dans la rue pendant des semaines à Pékin et dans l'ensemble du pays, tout d'abord pour honorer la mémoire du dirigeant réformiste disparu Hu Yaobang, puis pour exiger les droits fondamentaux qui leur étaient refusés ». Des centaines, peut-être des milliers de personnes ont trouvé la mort le 4 juin 1989 dans la répression des manifestations sur la place Tienanmen, que la Chine a justifiés par la nécessité de faire respecter la loi et de rétablir l'ordre lors d'un imposant mouvement d'étudiants en faveur de la démocratie[20].
  - À la veille de la date anniversaire des vingt ans de la répression du mouvement de Tiananmen, aucune mention de la sanglante répression du mouvement étudiant par l'armée dans les médias officiels ni sur la Toile chinoise. Quant aux sites comme Twitter, Flickr ou Youtube, ils sont tout simplement bloqués depuis mardi[21]. De nombreux dissidents ont été emmenés hors de la capitale chinoise ou confinés chez eux avant l'anniversaire de la répression.
  - Xinjiang : La police chinoise annonce avoir démantelé depuis le début de l'année sept cellules terroristes dans cette région à population majoritairement musulmane, à Kachgar, grand centre culturel des Ouïgours[22].

- Jeudi 4 juin 2009 :
  - Henan : Dans la nuit de mercredi à jeudi, une violente tempête a fait 16 morts et 46 blessés et a causé des dégâts importants.
  -  Hong Kong : Dans la soirée, 150 000 personnes ont assisté à la veillée aux chandelles organisée pour marquer le 20e anniversaire de la sanglante répression des manifestations pro-démocratie de la place Tienanmen.
  - Le dalaï-lama rend hommage aux victimes de la répression chinoise sur la place Tiananmen et exhorte le régime de Pékin à se démocratiser : J'honore avec respect ceux qui sont morts en exprimant l'exigence populaire que le gouvernement soit davantage responsable devant le peuple […] J'ai l'espoir que les dirigeants chinois auront le courage et la hauteur de vue d'embrasser des principes réellement plus égalitaires et de poursuivre une politique plus tolérante à l'égard d'opinions diverses[23].

- Vendredi 5 juin 2009, Sichuan : L'incendie d'un autobus public à Chengdu cause la mort de 25 personnes et fait 76 blessés.

- Lundi 8 juin 2009 :
  - Chongqing : Trois jours après un important glissement de terrain dans cette région montagneuse, le bilan est de 7 morts et 65 personnes disparues. La masse du glissement est estimée à 12 millions de m3 de rochers et de terre.
  - La Chine va exiger que chaque ordinateur individuel vendu dans le pays à partir du 1er juillet le soit avec un logiciel de contrôle permettant de bloquer des sites pornographiques. L'objectif était de lutter contre l'influence néfaste de la pornographie sur la jeunesse. Selon le Wall Street Journal, le logiciel permettra de transmettre des données personnelles ou de rendre les ordinateurs vulnérables aux attaques, alors que le régime chinois est connu pour sa censure politique de l'internet[24].

- Mercredi 10 juin 2009 : Selon un rapport de l'Institut international de la finance, l'économie chinoise devrait croître de 7,5 % sur un an cette année, puis de 9 % en 2010. L'économie chinoise, en perte de vitesse fin 2008, a été aidée au premier trimestre 2009 par le grand plan de relance de l'économie de 450 milliards d'euros.

- Jeudi 11 juin 2009 :
  - L'administration chinoise bloque les importations de certains véhicules du constructeur français Renault estimant qu'elles « ne respectent pas les normes obligatoires et les réglementations techniques correspondantes […et] il existe des risques graves en matière de sécurité ». Trois modèles sont concernées : Laguna II, Mégane II et Scénic II.
  - La Chine appelle les États-Unis à « cesser de remettre des suspects terroristes à des pays tiers, pour les rapatrier vers la Chine dès que possible », après que l'État de Palau eut proposé d'accueillir provisoirement les 17 musulmans turcophones ouïghours de Guantanamo, affirmant que « les suspects chinois détenus à Guantanamo sont des membres du Mouvement islamique du Turkestan oriental" », classé par les Nations unies et les États-Unis comme une organisation terroriste. Ces Ouïghours ont passé sept ans à Guantanamo, et ont été lavés de tout soupçon de terrorisme, mais refusent de retourner en Chine, craignant d'y être persécutés. En 2005, l'Albanie avait accepté d'accorder l'asile politique à cinq Ouïghours de Guantanamo[25].

- Lundi 15 juin 2009 : La Chine défend, au nom de la protection de l'environnement, ses restrictions sur ses exportations de certaines matières premières : « Taxer les exportations de certains biens polluants et hautement consommateurs d'énergie vise à améliorer l'environnement commercial mondial et la structure des exportations chinoises, et à renforcer les mesures de protection de l'environnement […] Il n'y a pas de politique commerciale parfaite — nous ne pouvons à la fois prendre des mesures complètes de protection de l'environnement et demander que les prix n'en soient pas affectés ». L'Union européenne et les États-Unis pourraient attaquer ces mesures devant l'Organisation mondiale du commerce, pour protester contre les restrictions imposées par Pékin sur les exportations d'une vingtaine de produits, comme le cuivre, le tungstène, la bauxite ou le carbonate de magnésium.

- Mercredi 17 juin 2009 :
  - Le président Hu Jintao est en Russie pour rencontrer Vladimir Poutine et Dmitri Medvedev et renforcer les liens économiques et diplomatiques.
  - Selon le gazier russe Gazprom, les livraisons de gaz à la société chinoise CNPC (China National Petroleum Corporation), dans le cadre du projet Altaï, ne débuteront pas comme prévu en 2011 en raison de désaccords sur les prix. Ce dernier projet prévoit l'acheminement de gaz russe via deux itinéraires, un partant de Sibérie occidentale et l'autre des gisements de l'île de Sakhaline, en Extrême-Orient russe.
  - Eastern Air annonce qu'elle allait acheter 20 Airbus A320 après un accord signé la semaine dernière avec l'avionneur européen pour un prix catalogue de 1,45 milliard de dollars (1,04 milliard d'euros), mais admet avoir obtenu des remises « équitables et raisonnables ». La livraison des appareils s'échelonnera de 2011 à 2013.
  - Le premier homme apparu en Asie, sur le site de Longgupo il y a 1,6 million d'années, était un Homo erectus et non par un Homo habilis, alors que des restes plus anciens décrits comme humains il y a 14 ans par le paléoanthropologue Russel Ciochon appartiendraient finalement à une espèce de singe inconnue dénommé Lufengpithecus[26].
  - Une inondation engloutit une mine de la province de Guizhou faisant 16 disparus, cependant 3 d'entre eux seront retrouvés vivants, le 8 juillet soit 25 jours après[27].

- Vendredi 19 juin 2009 :
  - Selon un bilan qui ne tient pas compte du coût de construction des installations olympiques, les jeux olympiques de Pékin, qui se sont tenus du 8 au 24 août 2008, ont rapporté quelque 126 millions d'euros de bénéfices pour un montant de recettes de 20,5 milliards de yuans (2,15 milliards d'euros au taux actuel). Ce calcul n'inclut cependant pas l'investissement de 19,49 milliards de yuans (2,05 milliards euros) dans les sites olympiques à Pékin et cinq autres villes, comprenant notamment 36 stades et 66 centres d'entraînement.
  - La Chine suspend plusieurs services de Google notamment les services de recherche à l'étranger. L'agence chinoise chargée de surveiller les contenus « illégaux », le CIIRC, avait la veille « fortement condamné » Google, lui enjoignant « de nettoyer à fond les contenus vulgaires et pornographiques sur ses sites ».
  - Selon des journaux chinois, plusieurs barrages sur des affluents du fleuve Jaune menacent de s'effondrer quelques années à peine après avoir été  construits, témoignant de la piètre qualité de construction, d'ouvriers sous-qualifiés et de détournements de  fonds. En fait, plus de 40 % des réservoirs du pays, soit quelque 37 000, « sont potentiellement en danger ». Plus de 7 600 nécessiteraient une intervention immédiate tandis que des  travaux ont commencé sur 3 640 autres. Les barrages de Chine sont régulièrement dénoncés par des groupes de défense de l'environnement, mais aussi de droits de l'homme, notamment  quand leur construction nécessite des déplacements forcés de population. 7

- Dimanche 21 juin 2009, Anhui : L'explosion qui s'est produite dans une usine de cristal à Fengyang a causé la mort de 16 personnes et en a blessé 44 autres.

- Lundi 22 juin 2009 : L'administration des impôts annonce une augmentation de 6 à 11 points des taxes sur les cigarettes. La Chine, abrite 350 millions de fumeurs, soit un tiers des fumeurs du monde entier. Près d'un million de personnes meurent chaque année en Chine des suites de maladies liées au tabac.

- Mardi 23 juin 2009 : Le constructeur aéronautique européen Airbus a livré à son propriétaire Dragon Aviation Leasing et à la compagnie régionale qui l'exploitera Sichuan Airlines, le premier Airbus A320 assemblé en Chine, à l'usine de Tianjin, sa seule usine hors d'Europe. Une dizaine de moyen-courriers A319/A320 doivent être livrés cette année, avant que la cadence de production ne passe à quatre appareils mensuels d'ici à fin 2011[28].

- Mercredi 24 juin 2009 : La sécurité publique de Pékin annonce l'arrestation officielle du dissident Liu Xiaobo (53 ans) pour « activités subversives » telles que « la propagation de rumeurs et la diffamation du gouvernement, visant à la subversion et au renversement du système socialiste ».  Militant inlassable d'une démocratisation en Chine, Liu Xiaobo, écrivain et ancien professeur d'université, était en fait détenu depuis six mois et risque 15 ans de prison. Le jour même, une 52 intellectuels chinois ont signé une lettre ouverte demandant au gouvernement sa libération et l'ont publié sur internet. Liu Xiaobo a déjà passé plus d'un an et demi en prison sans jamais avoir été condamné après la répression en juin 1989 du « Printemps de Pékin », puis trois ans dans un camp de « rééducation par le travail » (1996 à 1999), pour avoir réclamé une réforme politique et la libération des anciens manifestants de la place Tiananmen[29].

- Vendredi 26 juin 2009 : À l'occasion de la Journée internationale contre la consommation et le trafic de drogue, au moins 20 personnes ont été exécutées en Chine, dont six à Pékin, et une vingtaine d'autres condamnées à mort parmi des centaines jugées à travers le pays ces derniers jours. La police a détruit cette semaine dans la Région autonome du Xinjiang, six tonnes d'héroïne, d'opium et de cannabis importées du Pakistan et d'Afghanistan d'une valeur de 300 millions de yuans (31 millions d'euros). Les tribunaux dans l'ensemble du pays ont jugé plus de 14 000 affaires de drogue de janvier à mai, une hausse de 12 % par rapport aux cinq premiers mois de l'an dernier; et près de 64 000 personnes ont été condamnées à des peines allant de cinq ans de prison à la peine capitale[30].

- Lundi 29 juin 2009, Hunan : La collision de deux trains à 2h30 du matin a fait 3 morts et 60 blessés en gare de Chenzhou.

- Mardi 30 juin 2009 : Un séisme d'une magnitude de 5,6 a frappé la province du Sichuan (sud-ouest), sans beaucoup de dégâts. L'épicentre de cette secousse était situé à 40 km de Mianzhu, une ville de l'une des zones les plus touchées par le séisme du 12 mai 2008 qui avait fait près de 90 000 morts ou disparus et cinq millions de sans abri.

### Juillet 2009
- Mercredi 1er juillet 2009 : Le constructeur d'automobiles General Motors, en coentreprise avec Shanghai Automotive Industry Group (SAIC), annonce avoir vendu près de 815 000 véhicules au premier semestre, soit une hausse de 38,0 % : « Le marché automobile chinois continue de dépasser les attentes de croissance [… Il] bénéficie des mesures de relance du gouvernement chinois et de la demande dans les plus petites villes et les zones rurales ». Il vise au moins le doublement de ses ventes annuelles à 2 millions d'unités dans les 5 ans. Il est en négociation  pour fonder une coentreprise de véhicules commerciaux. L'an dernier, 9,38 millions de véhicules ont été vendus en Chine dont environ 6 millions de voitures[31].

- Vendredi 3 juillet 2009 : Le président Hu Jintao se prononce en faveur d'un « renforcement des contrôles sur les marchés financiers » et d'une « réforme du système financier international », dans une longue déclaration publiée par le quotidien italien Corriere della Sera, à quelques jours du sommet du G8. Il souhaite aussi « augmenter la représentation et le droit de parole des pays en voie de développement ».

- Samedi 4 juillet 2009 : Des pluies torrentielles dans les provinces de Guizhou, Jiangxi, Fujian et Guangxi, ont fait 24 morts et 8 disparus depuis jeudi. 150 000 personnes ont dû être évacuées. Des digues ont dû être colmatées en hâte pour empêcher la rupture d'un barrage dans la province méridionale.

- Dimanche 5 juillet 2009 :
  - Xinjiang : Des violences anti-Hans ont fait 192 morts et un millier de blessés à Ürümqi, une région à population majoritairement musulmane du nord-ouest qui compte environ 8,3 millions de Ouïghours, dont certains dénoncent la répression politique et religieuse menée par la Chine sous couvert de lutte contre le terrorisme. Plusieurs milliers de manifestants ouïghours étaient dans les rues et police a procédé à au moins 300 arrestations et en a tué 12 autres. Les troubles ont été déclenchés par un conflit dans une usine de jouets après que des membres de l'ethnie ouïghour ont été accusés d'avoir abusé d'une femme chinoise[32].
  - À Sahnagï, arrestation, pour espionnage et vol de secret d’État, de quatre cadres du groupe minier Rio Tinto. Le groupe australien avait unilatéralement abandonné un accord accord stratégique conclu en février avec Chinalco qui devait permettre à la société chinoise de doubler sa participation dans son capital moyennant sa recapitalisation.

- Lundi 6 juillet 2009 :
  - Xinjiang : Manifestation pacifique de quelque 300 Ouïghours à Kachgar devant une mosquée.
  - La Turquie s'est dite « consternée » par les troubles ethniques à Ürümqi, capitale régionale du Xinjiang majoritairement peuplé de musulmans turcophones, a appelé le gouvernement chinois à faire en sorte que les incidents ne se répètent pas et demande que « justice soit faite, lorsque les responsables des événements seront trouvés ». La Turquie a indiqué à plusieurs reprises soutenir la souveraineté chinoise et rejeter tout séparatisme turcophone.
  - La presse étrangère a été accueillie à Urumqi où un centre de presse a été mis à sa disposition. À leur arrivée dans le seul hôtel disposant d'une ligne Internet, les envoyés spéciaux de la presse étrangère ont reçu un CD : le film de l'émeute montre des images encore plus dures et plus crues. On y voit notamment des cadavres éparpillés dans des ruelles adjacentes aux lieux d'affrontements. Il s'agit apparemment de Chinois hans.
  - Le président Hu Jintao est en visite officielle à Rome (Italie) où il a signé sept accords commerciaux d'une valeur de plus d'un milliard d'euros : usine de fabrication de voitures Fiat en Chine, développement des investissements chinois en Italie et des investissements italiens en Chine, entrée de l'assureur Generali pour 30 % dans une société chinoise de gestion du patrimoine[33].

- Mardi 7 juillet 2009, Xinjiang : La police annonce avoir arrêté 1.434 personnes ayant participé aux émeutes de dimanche, alors quelque 200 femmes des familles manifestent pour demander des nouvelles de leurs parents. D'autre part plusieurs centaines de Hans en colère et armés de bâtons, de pelles et de hachoirs, sont descendus dans le centre d'Ürümqi, apparemment pour se venger des violences commises contre leur communauté par les Ouïghours. Ils ont été stoppés par la police et le couvre-feu a été instauré[34].

- Mercredi 8 juillet 2009 :
  - Ericsson a signé des contrats pour une valeur totale de 1,7 milliard de dollars (1,22 milliard d'euros) avec deux opérateurs chinois de téléphonie mobile, pour des équipements de communication mobile 2G/3G et les services liés pour 2009 avec deux des principaux opérateurs de télécoms chinois : China Mobile et China Unicom.
  - Xinjiang : Le président Hu Jintao a quitté prématurément le sommet du G8 en Italie, en raison des violentes émeutes qui ont éclaté dans la province et a annulé sa visite au Portugal[35].
  - Des affrontements entre la police et près de 30 000 ouvriers d'une usine sidérurgique de Tonghua (nord-est) opposés au rachat de leur entreprise par un entrepreneur de Hong-Kong ont fait un mort et une centaine de blessés[36].
  - Shanghai : Annonce de la création d'un Parc Neverland sur le thème du ranch féérique de Michael Jackson[37].

- Jeudi 9 juillet 2009 :
  - Selon l'Association chinoise des fabricants automobiles, les ventes de voitures fabriquées en Chine ont progressé de 36 % en juin en glissement annuel, grâce aux mesures gouvernementales destinées à favoriser la reprise économique. Pour le premier semestre 2009, les ventes d'automobiles ont augmenté de 17,7 % par rapport à la même période de l'année précédente, à 6,1 millions de véhicules, alors que la production a augmenté quant à elle de 15,2 %, à 6,0 millions de véhicules.
  - La Chine a appelé à « maintenir une relative stabilité des taux de change des principales monnaies de réserve internationales et promouvoir un système monétaire international plus diversifié et raisonnable ».

- Vendredi 10 juillet 2009 :
  - Le commerce extérieur de la Chine a été toujours en baisse en juin (-21,4 % sur un an) pour le huitième mois de déclin consécutif. Les importations ont chuté de 13,2 % sur un an.
  - Plusieurs milliers de personnes ont manifesté dans huit villes de Turquie contre la répression par les autorités chinoises des troubles dans la province du Xinjiang, peuplée d'Ouïghours, turcophones et musulmans. Ankara soutient la souveraineté chinoise au Xinjiang mais a des rapports culturels avec les Ouïghours, principale minorité ethnique du Xinjiang. De nombreux exilés ouïghours ont trouvé refuge en Turquie. Le premier ministre turc Recep Tayyip Erdoğan a estimé que les troubles survenus dans la province du Xinjiang, constituaient « une sorte de génocide ».

- Samedi 11 juillet 2009 :
  - Sichuan : Les inondations dues à la saison des pluies ont fait depuis une semaine au moins 15 morts, dont 7 touristes, 99 000 déplacés et détruit 10 100 habitations et endommagé 29 000 autres. Au moins 12 villes et 43 comtés ont été touchés.
  - Xinjiang : Les émeutes ethniques ont fait 184 morts selon un nouveau bilan. Les forces de l'ordre restaient mobilisées pour prévenir toute nouvelle flambée de violences. Sur l'ensemble des personnes décédées, 137 personnes (111 hommes et 26 femmes) seraient issues de l'ethnie Han, majoritaire en Chine, 46 de l'ethnie ouïgoure musulmane et turcophone (45 hommes et une femme), et un homme de l'ethnie Hui, majoritairement musulmane.

- Dimanche 12 juillet 2009 :
  - Xinjiang : Un réservoir de pétrole a explosé dans la plus grande usine de produits chimiques d'Ürümqi sans faire de victimes.
  - Xinjiang : Selon les autorités locales, le bilan des émeutes de la semaine écoulée se monte à 1.680 blessés. La dissidente ouïghoure en exil Rebiya Kadeer a évoqué un bilan de 1 000 à 3 000 morts à la suite de la répression brutale par la police des manifestations de Ouïghours, soulignant qu'il y avait eu des « tueries de masse dans différentes villes, comme à Kachgar ». Au moins 5 000 autres personnes seraient actuellement incarcérées par la police chinoise[38].

- Mercredi 15 juillet 2009 :
  - L'ancien patron du géant public Sinopec, premier raffineur d'Asie, Chen Tonghai, a été condamné à mort avec sursis pour corruption. Il avait été arrêté en juin 2007.
  - Henan : Une explosion dans une usine de colorants fait 2 morts et 108 blessés à Luoyang.

- Jeudi 23 juillet 2009 :
  - Sichuan : Un glissement de terrain provoqué par de fortes pluies emporte au moins 53 personnes dans le comté de Kangding, une zone montagneuse habitée par des minorités ethniques tibétaines.
  - Heilongjiang : Un glissement de terrain provoqué par de fortes pluies cause la mort d'au moins 23 mineurs dans une mine de charbon près de la ville de Jixi.

- Vendredi 24 juillet 2009 :
  - Shanghai : La municipalité encourage désormais le deuxième enfant pour les conjoints qui sont tous les deux enfants uniques. La Chine s'inquiète du vieillissement de sa population et du poids assumé par les couples d'enfants uniques qui finissent par prendre en charge quatre parents, faute d'un système de retraite efficace et généralisé.
  - Guizhou : Procès de 8 personnes impliquées dans un réseau de pédomanes qui avait obligé une dizaine de collégiennes à se prostituer.
  - Sichuan : Des pluies diluviennes ont provoqué des glissements de terrain. 6 personnes sont mortes et au moins 62 autres disparues.
  - Jilin : Le directeur général de l'usine sidérurgique publique Tonghua Iron and Steel est battu à mort par les ouvriers après avoir menacé de licencier 30 000 personnes dans le cadre d'une prochaine fusion. Les affrontements avec la police ont fait plus de 100 blessés[39]

- Lundi 27 juillet 2009, Sichuan, Hunan : Des pluies torrentielles dans le sud-ouest et le centre ont fait 38 morts et 8 disparus.

- Mardi 28 juillet 2009 : Selon Le Quotidien du Peuple, la Chine a décidé de nettoyer l'internet des jeux trop violents, antisociaux et promouvant une culture de gang et crime organisé[40].

- Mercredi 29 juillet 2009 :
  - Guangxi : Un glissement de terrain cause le déraillement d'un train à Liuzhou faisant au moins 4 morts et une cinquantaine de blessés.
  - Xinjiang : La cheffe de la dissidence ouïghoure en exil à Tokyo, Rebiya Kadeer, a déclaré que « près de 10 000 personnes avaient disparu en une nuit à Urumqi », pendant les émeutes interethniques début juillet, « où sont-elles allées ? Si elles sont mortes, où se trouvent-elles ? »[41].
  - Mongolie-Intérieure : Les habitants de la ville  de Chifeng (58 000 hab.) ont été touchés par une épidémie de gastro-entérite à cause de la contamination de l'eau potable de la ville due à des fortes pluies.
  - Le Chinois Zhang Lin bat en finale le record du monde du 800 m nage libre en 7 min 32 s 12/100 aux Championnats du monde de natation à Rome.

- Jeudi 30 juillet 2009 : Selon le planning familial de Chine, environ 13 millions d'avortements sont pratiqués officiellement chaque année en Chine, cependant le nombre réel d'avortements serait plus important car beaucoup sont réalisés dans des cliniques rurales non déclarées. Environ 62 % des avortements sont réalisés sur des jeunes femmes célibataires entre 20 et 29 ans[42].

### Octobre 2009
- Mardi 1er octobre 2009 : Début des célébrations du 60e anniversaire de la république populaire de Chine.

### Novembre 2009
- Du 16 au 18 novembre, visite du président américain Barack Obama à Shanghai puis à Pékin.